# Weddell-tenger
A Weddell-tenger a Déli-óceán részét képező peremtenger az antarktiszi kontinens partjainál. Szárazföldi határait keletről a Coats-föld, nyugatról az Antarktiszi-félsziget északi részén lévő Graham-föld képezik. Legkeletibb szárazföldi pontja a Maud királyné földön található Norvégia-fok. Északi határa az Atlanti–Indiai-hátság, egy tenger alatti hegyvonulat. Területe összesen 2,8 millió négyzetkilométer; legnagyobb szélessége 2150 km a Norvégia-foktól az Elefánt-szigetig, mélysége 500 és 5000 méter között változik.
A tenger déli részét az antarktiszi jégtakaró úszó részeként a Filchner–Ronne-selfjég borítja, míg keleten a Riiser–Larsen-selfjég, nyugaton pedig a Larsen-selfjég határolja a partszakaszt. A Weddell-tenger nyugati részét az Elefánt-sziget magasságáig állandó jégtakaró fedi, míg a többi részén a jégtakaró nyáron mintegy három hónapra visszahúzódik.
Nevét James Weddell skót tengerészről kapta, aki 1823-ban elsőként behajózott a tenger területére. Weddell a tengert eredetileg IV. György brit királyról nevezte el, azonban 1900-ban a felfedező tiszteletére átnevezték azt.
A tenger és a partszakasz egyes részeire – bár az 1959-ben létrejött Antarktisz-egyezmény ezt nem ismeri el – az Egyesült Királyság, Argentína és Chile is területi igényt támaszt.

## Feltérképezésének története

### Bellingshausen és Bransfield kísérletei
A Weddell-tenger nyugati és középső részét általában állandó jégtakaró fedi, mely a nyár elején egészen a 60° déli szélességig terjed. Ez a körülmény hosszú időn keresztül megakadályozta a terület feltérképezését. 1820-ban Fabian Gottlieb von Bellingshausen a Vosztok és a Mirnij hajókkal 32 kilométerre megközelítette az Antarktiszi-félszigetet, azonban egy hatalmas, napokig tartó vihar és a sodródó jéghegyek a Déli-Sandwich-szigetektől délre arra kényszerítették, hogy észak felé vegye az irányt. Ugyanebben az évben Edward Bransfield a Williams kétárbócos brigg fedélzetén bár szintén megpillantotta az Antarktiszi-félsziget legészakibb pontját, azonban az egybefüggő jég miatt a Graham-föld északkeleti partjainál szintén kénytelen volt visszafordulni. Bár mind a mai napig vita tárgya, hogy ki pillantotta meg elsőként az antarktiszi kontinenst, azonban az kétségtelen tény, hogy a Weddell-tenger területére egyik felfedezőnek sem sikerült behajóznia.

### James Weddell déli rekordja

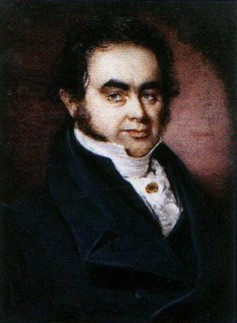
James Weddell

James Weddell (1787–1834), a brit királyi haditengerészet korábbi tisztje 1819-ben megállapodást kötött James Strachan hajógyárossal, hogy fókavadász expedíciót vezet a Déli-Shetland-szigetek térségébe. Az első expedíció gazdasági szempontból nem váltotta be a hozzá fűzött reményeket, azonban Weddell 1822-ben a Jane kétárbócos briggel és a Beaufoy egyárbócos kutterrel (melynek kapitánya Matthew Brisbane volt) visszatérhetett a térségbe. A Déli-Shetland-szigetek körüli vizeken a kiterjedt fókavadászat már majdnem teljesen megsemmisítette a vadállományt, és 1820 és 1822 között nem kevesebb, mint hét fókavadász hajó semmisült meg a térségben. Bár kétséges volt, hogy a két hajó és azok felszerelése megfelelő-e a tervezett feladatra, Weddell felhatalmazást kapott, hogy amennyiben szükséges, a korábban feltérképezett területeken túl is folytassa a kutatást. Bármilyen hiányosságai is voltak a hajóknak és készleteiknek, a legénységnek felbecsülhetetlen értéket jelentettek Weddell kiváló vezetői és navigációs képességei. Tudta, hogyan kell hónapokon keresztül lelkesíteni, jókedvűen és szolgálatra készen tartani embereit a feltérképezetlen tengereken, a lehető legkedvezőtlenebb viszonyok között is.

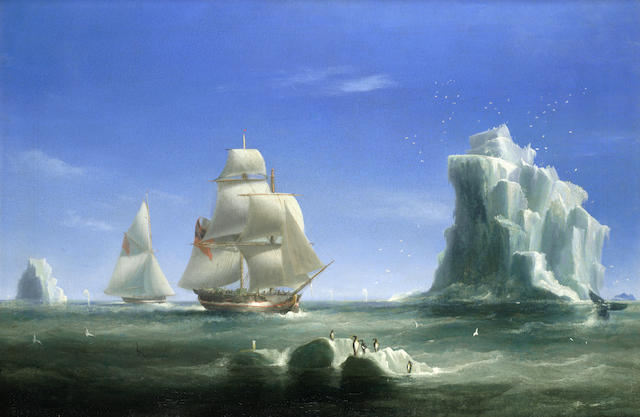
A Jane és a Beaufoy
(William John Huggins festménye)

A két hajó 1822. december 30-án futott ki a Falkland-szigetekről és dél felé hajózott. 1823. január 12-én megpillantották a Déli-Orkney-szigetek keleti végét, majd a következő napon már elég közel voltak a Saddle-szigethez ahhoz, hogy mindkét hajóról egy-egy csónakot küldjenek a sziget felderítésére. A szigeten hat ismeretlen fókafajt azonosítottak, melyek közül az egyik bőrét Weddell később az Edinburgh-i Múzeumnak ajándékozott tudományos vizsgálatra. A szigetek körüli alapos kutatás során azonban csak kislétszámú fókát találtak, így Weddell arra a következtetésre jutott, hogy a fókák onnan délre vándoroltak. Abban a reményben, hogy délen több fókát talál délnek vette az irányt. A sűrű ködben a jéghegyek között több esetben kénytelen volt hagyni, hogy hajói szabadon sodródjanak, amely kockázatos vállalkozás volt, azonban a hajók komoly károkat nem szenvedtek. 1823. január 27-én elérték a 64°58 déli szélességet, azonban fókákat és szárazföldet nem észleltek, így visszatért a Déli-Orkney-szigetek és a Déli-Sandwich-szigetek térségébe.
Mivel továbbra sem bukkantak fókákra, Weddell és Brisbane 1823. február 4-én úgy döntött, hogy ismét dél felé veszik az irányt. Az út során az állandó szélviharok miatt mindkét hajó legénysége szenvedett a hidegtől, reuma és görcsök gyötörték őket. Miután február 16-án átlépték a 70° déli szélességet, az időjárás jelentősen javulni kezdett, a jéghegyek teljesen eltűntek; a csapat mérsékelt nyugati szélben, rendkívül kedvező jégviszonyok között haladhatott tovább. A sima tengerben – Weddell leírása szerint – bálnák tömegeit látták, a fejük felett pedig viharfecskék rajai köröztek. 1823. február 20-án feljegyzett pozíciójuk szerint elérték a 74°15’ déli szélességet a 34°16’ nyugati hosszúságnál, mellyel 345 kilométerrel (több, mint három szélességi fokkal) délebbre jutottak, mint James Cook 1774-ben. Bár az időjárás és a jégviszonyok továbbra is különlegesen kedvezőek voltak, azonban mivel szárazföldnek nyomát nem találták, a készleteik is fogyóban voltak és a visszaúthoz kedvező déli szél támadt, a visszafordulás mellett döntött. A legénység természetesen csalódott volt e döntés miatt, de Weddell beszédben dicsérte példás viselkedésüket, és tájékoztatta őket, hogy minden korábbi felfedezőnél délebbre jutottak. Ezután felvonták a zászlókat, és ünnepélyes ágyúlövésekkel ünnepelték meg a sikert. Weddell az újonnan felfedezett tengert uralkodójáról, IV. György brit királyról nevezte el, majd észak felé vette az irányt. Mivel a hosszú utazás során nem láttak arra utaló jeleket, hogy délre szárazföld terülne el, Weddell ebből azt a következtetést vonta le, hogy a déli sarkot egy óceán borítja, ott egybefüggő szárazföld nem található.
Miután a két hajó a Falkland-szigeteken áttelelt, majd a Déli-Shetland-szigeteknél túlélt egy hatalmas hurrikánt, 1824 júliusában tért vissza Angliába. Weddell déli rekordja hazájában nem kapott nagy figyelmet, mivel ekkor Anglia közvéleményének figyelmét inkább az Ausztráliában, Kanadában és a Csendes-óceáni térségben fennálló politikai kérdések rendezése kötötte le, a sarkkutatás pedig leginkább az északi sarkvidék felderítésére koncentrált. Emellett a tudóstársadalom kétkedéssel fogadta Weddell útleírását és a déli rekordjának hírét.

### Ross déli-sarki expedíciója
1839-ben James Clark Ross a Brit Királyi Haditengerészet tisztje megbízást kapott, hogy az antarktiszi régióban végezzen kiterjedt tudományos kutatásokat – többek között – a földmágneses jelenségek, az oceanográfia, a meteorológia és a geológia területén. A tudományos expedíció mindkét hajója, az Erebus és a Terror (mely utóbbinak Francis Crozier, Ross jó barátja volt a parancsnoka) speciálisan a jég közötti hajózásra alkalmas, megerősített hadihajó volt. Mindkét hajó dupla fedélzettel, rézlemezekkel megerősített hajótesttel és vízhatlan válaszfalakkal rendelkezett.

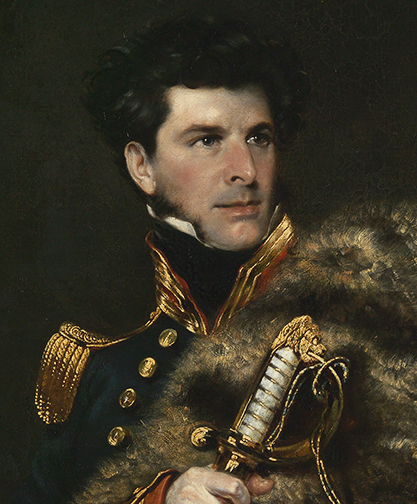
James Clark Ross

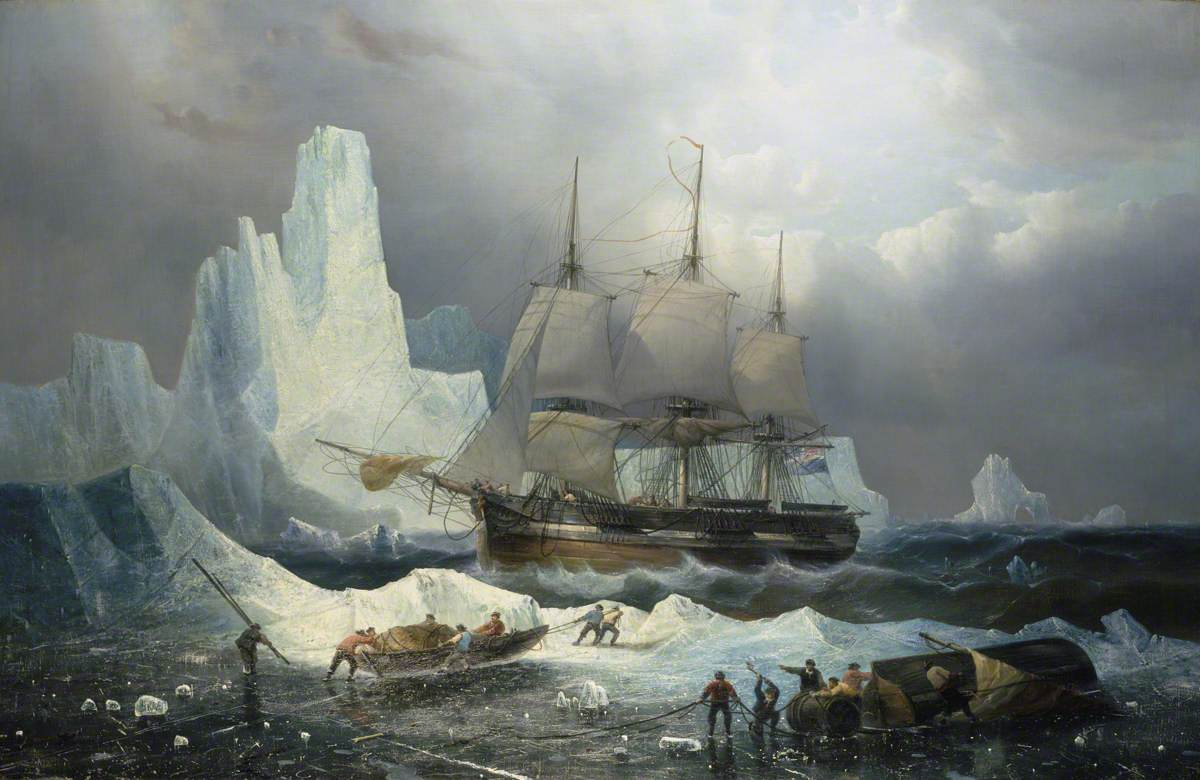
Az Erebus a jég között
(François Musin festménye)

Bár az expedíció elsődleges feladata a déli mágneses pólus pontos helyének meghatározása és a tudományos megfigyelések rögzítése volt, azonban Ross szabad kezet kapott az útvonal megválasztására, a térség feltérképezésére. Ross az expedíció során az antarktiszi területek addig járatlan területeire hatolt be. Ennek körében 1841 első negyedévében – többek között – felfedezte, a Viktória-földet, az Admiralitás-hegységet, a Possession-szigeteket, majd a Ross-tengerre behajózva a Ross-szigeten két tűzhányót fedezett fel, melyeket hajói tiszteletére Mount Erebusnak és Mount Terrornak nevezett el. Ezt követően mivel a Ross-selfjég (korabeli nevén a Nagy jégfal) áthatolhatatlan akadályt képezett dél felé, annak mentén – egy szoros vagy bejárat után kutatva – közel 320 kilométert tett meg keleti irányban, azonban áprilisban kénytelen volt visszatérni Tasmániába. 1841 novemberében ismét a Ross-tengerre hajózott, hogy a selfjégen átjárót találjon dél felé. Bár átjárót hiába keresett, 1842. február 23-án egészen a 78°09'30 déli szélességig jutott, túlszárnyalva ezzel Weddell teljesítményét. Ross déli rekordját 58 éven keresztül, Carsten Borchgrevink 1900-as bálna-öbölbeli partraszállásáig nem tudták felülmúlni.
Ross – miután a súlyos károkat szenvedett Erebust és Terrort a Falkland-szigeteken kijavították – 1842. december 17-én ismét a sarki vizek felé vette az irányt. Ezúttal az volt a szándéka, hogy a Weddell-tengeren, James Weddell útját követve a lehető legdélebbre hatoljon. 1843. február 14-én keresztezte elődje útvonalát, azonban – várakozásaival ellentétben – a Weddell által leírt nyílt tenger helyett csak jéghegyeket és a zajló jég áthatolhatatlan tömegét találta, melyek megakadályozták az előrejutást. Kelet felé hajózott, követve a jégzajlás szegélyét, azt remélve, hogy utat talál dél felé. Útját gyakran sűrű köd nehezítette, és többször észak felé ki kellett térnie a jégzár elől. Február 27-én, a 7° nyugati hosszúságnál a szél végre délnek fordult és a jég is megritkult, így teljes vitorlázattal hajózhatott délnyugat felé. Végül 1843. március 5-én, miután harmadszor is átszelte a déli sarkkört, Ross 14°51’ nyugati hosszúságnál elérte a 71°30' déli szélességet. Mivel a zajló jég ismét útjukat állta és északkelet felől erős vihar fenyegetett, ezen a ponton Ross a visszafordulás mellett döntött.
Bár Rossnak nem sikerült partra szállnia az antarktiszi kontinensen, és nem tudta megközelíteni a déli mágneses pólus helyét sem, 1843-ban Angliába visszatérve lovaggá ütötték a földrajzi és tudományos felfedezések terén elért eredményeiért.

### Otto Nordenskjöld expedíciója

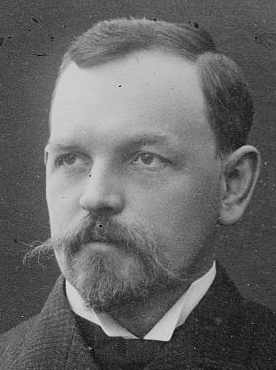
Otto Nordensjöld

Ross útját követően hosszú időn keresztül nem kísérelték meg, hogy behatoljanak a Weddell-tenger jéggel borított területére. 1901-ben dr. Otto Nordenskjöld, svéd geológus vezetésével tudományos expedíció indult a Weddell-tenger nyugati régiójába. A svéd Antarktisz-expedíció az Antarctic fókavadászhajó fedélzetén, a sarkvidéki hajózás területén komoly tapasztalatokkal rendelkező, norvég Carl Anton Larsen kapitány parancsnoksága alatt 1901. október 16-án hagyta el Göteborg kikötőjét. A kutatóút tervezett célja az volt, hogy egy tudósokból álló csoport részére téli szállást alakítanak ki a szárazföldön, a sarki nyár és ősz során tudományos kutatásokat és méréseket végeznek, majd a következő nyár során az Antarctic visszatér, hogy felvegye a csapatot.
A hat főből álló csapat 1902. február 9-én szállt partra a felszereléssel, ellátmánnyal és szánhúzó kutyákkal az Antarktiszi-félsziget keleti partja mentén fekvő Snow Hill-szigeten, ahol egy előregyártott elemekből álló kunyhót építettek. A sarki tél beálltáig folyamatos földmágnességi méréseket és geológiai kutatásokat végeztek, illetve csónakokkal és szánokkal feltérképezték a környező területeket. A következő tavasz során vezetett felderítőút során, a mai Larsen-selfjégen keresztül egészen a II. Oszkár-partig eljutottak, melynek során számos állati és növényi fosszíliát gyűjtöttek. A csapat 33 nap alatt 611 kilométeres gyalogutat tett meg a jégmezőn keresztül. Nordenskjöldék januárra várták az Antarctic visszatérését, de hiába.
Larsen kapitány – miután az Antarctic-kal a Falkland-szigeteken áttelelt – 1902. november 5-én visszaindult a Snow Hill-szigeten hagyott társakért. A Weddell-tenger jege azonban megakadályozta, hogy a sziget közelébe hajózzanak. December 29-én úgy döntöttek, hogy egy háromfős különítmény a Hope-öbölnél partra száll, hogy a jégen szánokkal eljutva az áttelelő csapathoz tájékoztassák őket a sziget megközelíthetetlenségéről. Larsen ettől függetlenül megkísérelt délkelet felé áttörni a zajló jégen, azonban a hajó többször a jég fogságába került. Miután az Antarctic súlyos sérüléseket szenvedett és léket kapott, Larsen úgy döntött, hogy a Paulet-sziget felé veszi az irányt. Az Antarctic végül 1903. február 12-én, 40 kilométerre a szigettől elsüllyedt. A hajó legénysége a megmentett készletekkel gyalog folytatta az utat a sodródó jégtáblákon a sziget felé, melyet csak február 28-án értek el, és megkezdték egy tábori kunyhó építését. Az egyetlen reménységük az volt, hogy indulásuk előtt megállapodtak az argentin hatóságokkal, hogy ha őszig nem térnek vissza, mentőexpedíciót küldenek a felkutatásukra.
Eközben a Hope-öbölnél hagyott csapat néhány heti sikertelen útkeresést követően visszatért az öbölhöz és a rendelkezésre álló szűkös felszereléssel az átteleléshez egy kőkunyhót épített. A túléléshez pingvinekre és fókákra vadásztak, valamint madártojásokat gyűjtöttek. A tél elmúltával ismét útnak indultak és a Vega-szigetnél október 12-én találkoztak Nordenskjöld felderítőúton lévő csapatával. Október végén a jég felszakadozott a Paulet-szigetnél, és Larsen öt társával csónakba szállt, hogy felkutassa a Hope-öbölnél hagyott társakat. Miután megtalálták a kőkunyhót és benne a társaik üzenetét a tervezett útvonallal, ők is tovább indultak a Snow Hill-sziget felé.
Időközben az argentin haditengerészet úgy döntött, hogy kutatóhajót küld a térségbe, mivel hosszú ideje nem kaptak hírt az expedícióról. Az Uruguay korvett, Julian Irizar kapitánnyal 1903. november 7-én a Seymour-szigeten megtalálta az expedíció két tagját, majd Nordenskjöld csoportját is a Snow Hill-szigeten. A szigetet elhagyva megtalálták Larsen sziget felé tartó csapatát, majd másnap felvették a Paulet-szigeten maradt legénységet is. Az Uruguay – fedélzetén a teljes expedíciós csapattal – december 2-án érkezett vissza Buenos Airesbe.

### William Speirs Bruce skót Antarktisz-expedíciója

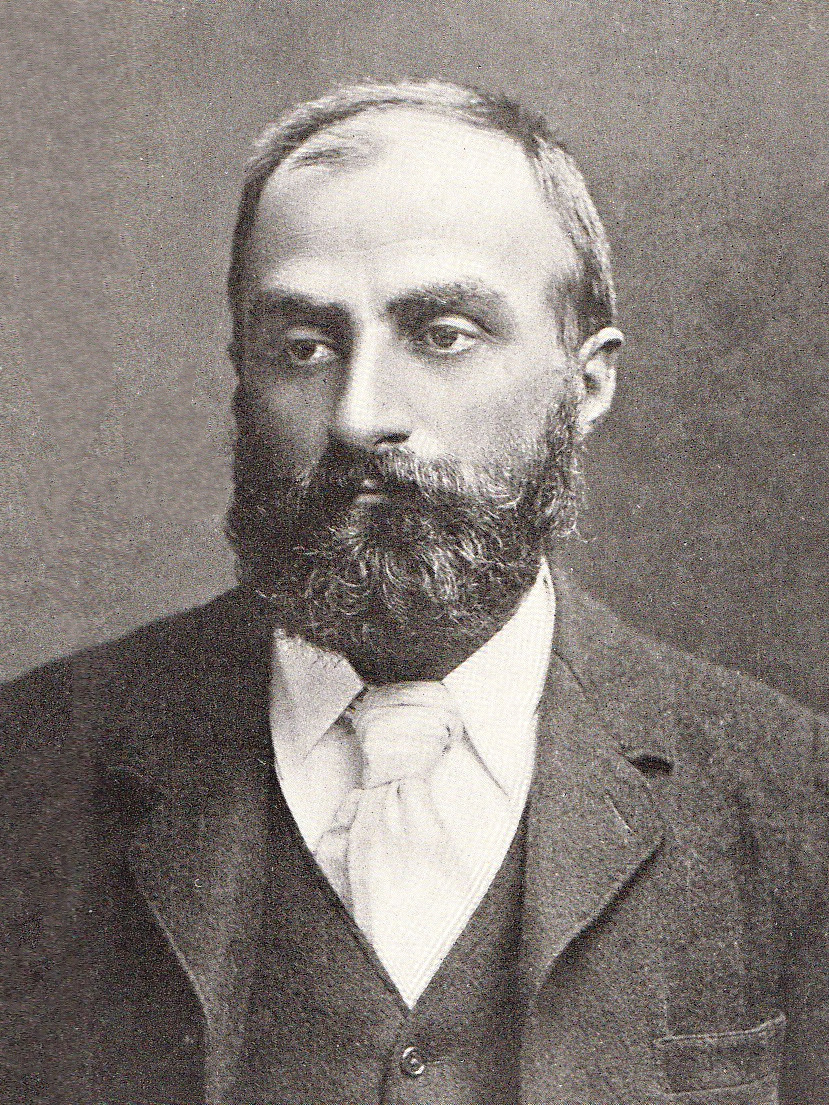
William Speirs Bruce

Az Edinburgh-i Egyetem természettudósa, William Speirs Bruce, több korábbi antarktiszi és északi sarkkörön túli expedíció résztvevőjeként komoly tudományos tapasztalatot szerzett a sarkvidéki területekkel kapcsolatban. 1899-ben saját expedíció szervezésébe kezdett, melynek célja a Weddell-tenger és a Déli-Orkney-szigetek térségének tudományos kutatása, ennek körében különösen mélytengeri, meteorológiai, geológiai, biológiai és fizikai vizsgálatok, mérések végzése volt. A brit kormányzat elutasította a kutatóút támogatását, azonban a skót textilgyáros Coats fivérek 110 000 £ összegű támogatásával sikerült az anyagi források túlnyomó többségét előteremteni. Bruce az expedíció céljára – barátja, Fridtjof Nansen javaslatára – megvásárolta a Hekla nevű, háromárbócos bark típusú bálnavadász hajót, melyet átépítést követően Scotia névre kereszteltek. A hajó kapitánya, Thomas Robertson, a személyzet és a tudományos munkatársak szinte mind skótok voltak. A skót nemzeti Antarktisz-expedíció hajója 1902. november 2-án futott ki a skóciai Troon kikötőjéből.

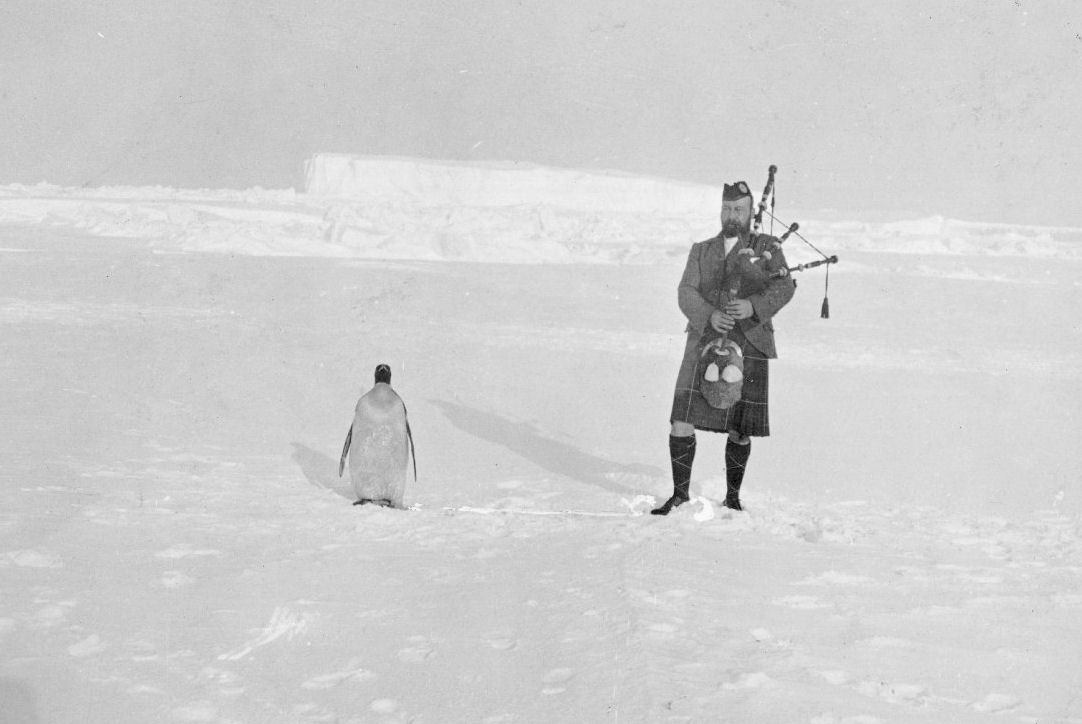
Gilbert Kerr skótdudás szerenádot ad egy pingvinnek (1904)

Az expedíciós hajó 1903. január 6-án elérte a Falkland-szigeteki Port Stanley kikötőjét, ahonnan – a készletek feltöltését követően – a csapat továbbhajózott az antarktiszi vizek felé. A hajó a Weddell-tenger felé vette az irányt, ahol az eredeti tervek szerint egy téli szállást akartak kialakítani, „olyan közel a Déli-sarkhoz, amennyire csak lehetséges”. Miután a jégképződés egyre erősödött és nem találtak szárazföldet, a 70°25′ déli szélességnél észak felé kellett fordulniuk. Végül Bruce döntése alapján visszatértek a Déli-Orkney-szigetekhez, és a Laurie-sziget déli partjainál található védett öbölben (a későbbi Scotia-öbölben) a hajó március 25-én biztonságosan lehorgonyzott. Egy héttel később az öböl teljesen befagyott. A jég fogságába esett hajót téli szállássá alakították, leszerelték a motorokat, kiürítették a kazánokat, és a fedélzetet vászontetővel fedték le. Bruce átfogó munkaprogramot indított, amely meteorológiai méréseket, tengeri mintákat gyűjtő vonóhálós halászatot, botanikai, állattani és geológiai minták gyűjtését foglalt magában. A folyamatos meteorológiai mérések végzésére egy 6x6 méter alapterületű kőépületet emeltek, mely hat ember elszállásolására volt alkalmas. Ezt Robert Omond, az Edinburgh-i Obszervatórium igazgatója és az expedíció támogatója után Omond háznak keresztelték el. Ahogy tavasszal enyhült az időjárás tovább folytatták a tudományos gyűjtőmunkát és szánokkal felderítették a szomszédos szigeteket. November 27-én a Scotia visszaindult Port Stanley-be, majd onnan továbbhajózott Buenos Airesbe, azonban egy hatfős csapat a szigeten, az Omond házban maradt a folyamatos mérések folytatása érdekében.
Amíg a hajót a szárazdokkban javították és felkészítették a következő útra, Bruce tárgyalásokat kezdett az argentin kormánnyal a Laurie-szigeten kiépített meteorológiai állomás átvételéről és további üzemeltetéséről. Az 1904. január 20-án létrejött megállapodás alapján az argentin kormány három tudományos segédtisztje az expedícióval visszautazott a szigetre, hogy egy évig Robert Mossman vezetésével dolgozzanak, majd ezután hivatalosan átadták az Omond ház épületét, annak berendezését és készleteit, valamint az összes mágneses és meteorológiai műszert az argentin kormánynak. A később Orcadas kutatóállomás névre keresztelt állomás – többszöri átépítést és bővítést követően – azóta is megszakítás nélkül működik, ezzel a legrégebbi még működő kutatóállomás az antarktiszi régióban.
Miután február 14-én az argentin meteorológiai csapatot a Laurie-szigeten kitették (akiket egy évvel később az  Uruguay nevű argentin ágyúnaszád vett fel, a Scotia a Weddell-tenger felé vette az irányt. A hajó délkeleti felé, jégmentes vízen haladva egészen a 72° déli szélességig jutott, ahol egy jéggát (a Filchner-selfjég) állta útját. A következő napokban mintegy 240 km-en keresztül követték ennek a gátnak a szélét délnyugat felé. A folyamatos mélységmérések határozottan arra utaltak, hogy a jéggát mögött szárazföld húzódik. A szárazföld körvonalai és magas hegyvonulatai március 3-án láthatóvá váltak, melyet Bruce az expedíció fő támogatói után Coats-földnek nevezett el. Bár a szárazföld mindössze 18 km távolságra volt, a 30-40 méter magas jégtorlasz lehetetlenné tette annak megközelítését, ezért tovább hajóztak délnyugat felé. Egy vihart követően a 74°01' déli szélességnél – csupán 22 kilométerre Weddell déli rekordjától – a hajó a jég fogságába került. A legénység már beletörődött, hogy a telet a jégen kell tölteniük, azonban március 14-én a Scotia végül kiszabadult a jégtáblák közül és észak felé vette az irányt.

### Wilhelm Filchner német Antarktisz-expedíciója

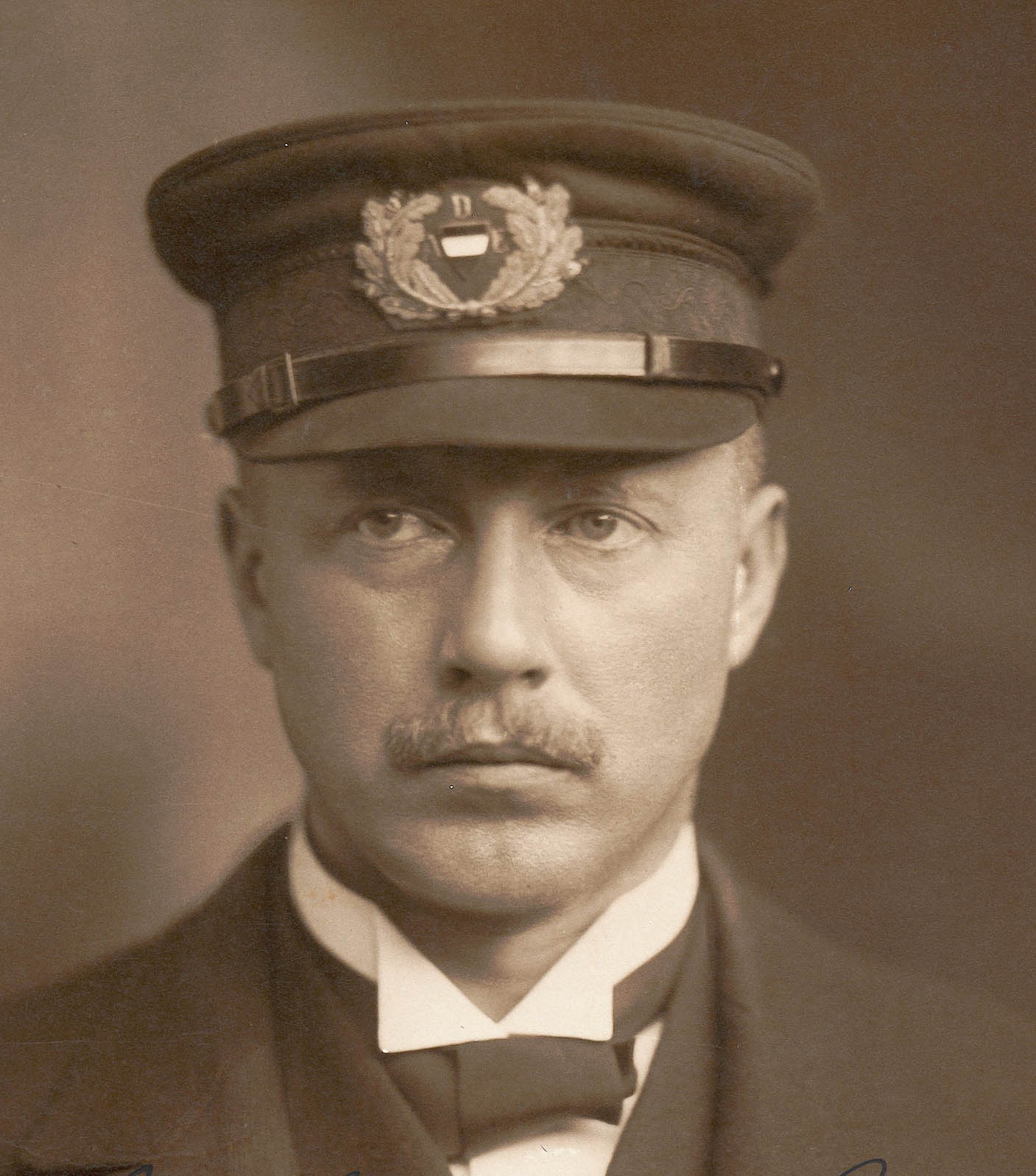
Wilhelm Filchner (1912)

Wilhelm Filchner, a bajor hadsereg 34 éves főhadnagya egy kutatóexpedíciót tervezett az Antarktiszra azzal a céllal, hogy megállapítsa, az Antarktika egy egybefüggő földterület-e vagy – ahogy abban az időben többen feltételezték – a Weddell-tengert és a Ross-tengert egy jéggel fedett csatorna köti össze két részre osztva így a kontinenst. Az eredeti tervek szerint az expedícióban két hajó vett volna részt: az egyik a Weddell-tenger felől, míg a másik a Ross-tenger irányából közelítette volna meg a kontinenst. A partra szálló csapatok ezt követően dél felé haladva a sark közelében találkoztak volna. A jelentős költségek miatt Filchner végül egy szerényebb, egy hajóval megvalósítható kutatóútra módosította a tervet, melynek műveleti területe a Weddell-tengerre korlátozódott. A tervhez sikerült megnyernie Luitpold bajor királyi herceg támogatását, aki a költségek jelentős részét segített előteremteni. A második német Antarktisz-expedíció hajója, a Deutschland 1911. május 4-én futott ki Bremerhaven kikötőjéből; kapitánya a korábbi sarkvidéki tapasztalattal rendelkező Richard Vahsel volt, aki korábban elsőtisztként részt vett Erich von Drygalski Gauss-expedíciójában.
A Deutschland Buenos Aires, a Déli-Georgia szigeten található Grytviken és a Déli-Sandwich-szigetek érintésével hajózott a Weddell-tenger felé. A hajó már az 57° déli szélességnél jelentős zajló jéggel találkozott, innentől jelentősen lelassult a haladása, többször teljesen körbezárta a jég. 1912. január 29-én átlépték a 74°15’ déli szélességet, mellyel elérték Weddell 1823-as déli rekordját. Ugyanúgy, mint elődjük ezen a részen nyílt vízzel találkoztak és tovább haladtak dél felé. Másnap megpillantották a szárazföldet, amelyet több mint 30 méter magas jégfal övezett. A jégfal mögött jégből és hóból álló lejtők emelkedtek jóval 600 méter fölé. A partszakaszt, a mai Luitpold-partot Filchner az expedíció védnöke után Luitpold hercegprímás-földnek nevezte el. A jégfal dél-délnyugat felé folytatódott, és ezt a területet Filchner a II. Vilmos német császárról nevezte el. A császár javaslatára később a selfjeget a felfedező után Filchner-selfjégre keresztelték át. Miközben megfelelő kikötési helyet és téli szállást kerestek a hajónak, a 77°44' déli szélességnél elérték a Weddell-tenger legdélebbi pontját, ahol egy beszögellő jeges öblöt, a jelenlegi Vahsel-öblöt megfelelő helynek találták a partraszállásra. Az öbölben egy sima felületű jéghegyet választottak ki a téli szállás helyszínéül, melyről úgy vélték, hogy a tengeri talapzaton nyugszik. Február 9-én megkezdték a kirakodást a hajóról és 17-ére már sikerült felépíteni a 17 méter hosszú és 9 méter széles szálláshelyül szolgáló épületet. Másnap hajnalban a jéghegy hatalmas robajjal több darabra tört, rajta mindenütt friss repedések, hasadékok keletkeztek, a majdnem kész tábor helyéül szolgáló jéghegydarab levált a parti jégről és észak felé, a nyílt víz irányába sodródott. Az expedíció tagjai két napon át lázasan dolgoztak a téli szállás lebontásán. Csörlőkkel, majd mentőcsónakokkal vontatták vissza az anyagot és az állatokat a hajóra, amely biztonságos távolságban maradt a jéghegytől. Ennek köszönhetően sikerült az építőanyagok, a készletek és felszerelések túlnyomó többségét kimenteni, mielőtt a jéghegy kisodródott a nyílt tengerre. A csapat ezt követően ismét kísérletet tett arra, hogy a kontinentális jégen partra szálljanak. Az emberek több napot töltöttek azzal, hogy a jégperemtől mintegy 600 méterre, a tengerszint felett 100 méterrel egy lerakatot hozzanak létre, azzal a szándékkal, hogy Déli-Georgiában áttelelve a következő nyáron visszatérjenek.
A Deutschland 1912. március 4-én Déli-Georgia felé vette az irányt, azonban hamar megrekedt a zajló jégben, végül március 15-én teljesen körbezárta a jég. Amíg a hajó jégbe fagyva sodródott a Weddell-tengeren, Filchner az időt tudományos kutatómunkával igyekezett eltölteni: a jégen meteorológiai és mágnességi kutatóállomást állítottak fel, és részletes megfigyeléseket végeztek a tenger élővilágával kapcsolatban is. A sodródás iránya megközelítette azt a térséget, ahol Benjamin Morrell 1823-ban – állítása szerint – földet talált. Filchner lehetőséget látott arra, hogy a Morrell által „Új-Dél-Grönland” néven hivatkozott földterület – sokak által vitatott – létezésének bizonyításával vagy cáfolatával gyarapítsa az expedíció tudományos eredményeit. Június 23-án Filchner, Alfred Kling és Felix König tisztekkel a befagyott tenger jegén kutyákkal és szánokkal egy héten keresztül keresték a Morrell által leírt helyet, azonban a mélységmérések alapján annak létezésére bizonyítékot nem találtak. Bár időközben a hajó közel 60 kilométer messzire sodródott az indulásuk helyétől, sikerült ahhoz visszatalálniuk. Vahsel kapitány augusztus 8-án egyre súlyosbodó betegség után elhunyt, helyét Wilhelm Lorenzen első tiszt vette át. A hajó tovább sodródott és végül november 26-án sikerült végleg kiszabadulniuk a jég nyolchónapos fogságából. A Deutschland 1912. december 19-én érkezett vissza Grytvikenbe. A legénység közötti egyre súlyosbodó személyi ellentétek lehetetlenné tették, hogy visszatérjenek a Weddell-tengerre, így Filchner kénytelen volt hazautazni Németországba. Bár az expedíció eredeti, ambiciózus terveiből semmi sem valósult meg, Filchner elévülhetetlen érdemeket szerzett a Weddell-tenger partszakaszának feltérképezésében. A Deutschland nyolc hónapig tartó sodródásának nyomvonala volt továbbá az első bizonyíték a Weddell-kör nevű tengeri áramlat létezésére, mely a Weddell-tengeren az óramutató járásával megegyező irányban kering.

### Ernest Shackleton birodalmi transzantarktiszi expedíciója

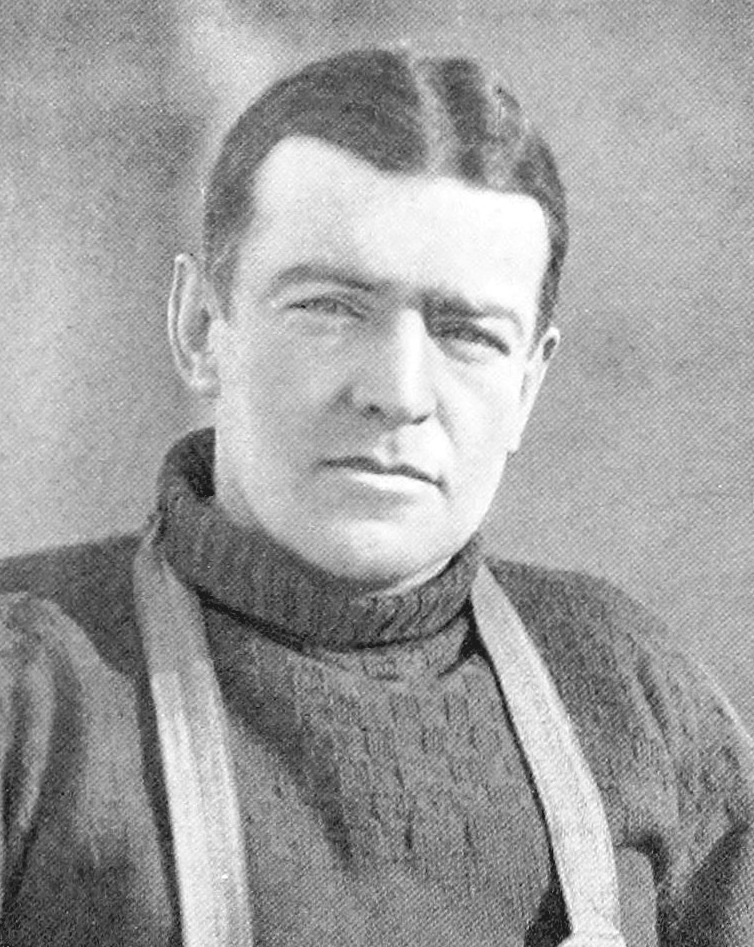
Ernest Shackleton (1916)

Ernest Shackleton brit felfedező, a déli-sarkvidék tapasztalt veteránja 1901 és 1904 között részt vett Robert Falcon Scott Discovery-expedíciójában, melynek során Scott és Edward Wilson társaságában megkísérelték elérni a Déli-sarkot, azonban a 82°16′ déli szélességnél kénytelenek voltak visszafordulni. Később, a Nimrod-expedíció vezetőjeként, 1909 januárjában egészen a 88°23′ déli szélességig jutott, amely mindössze 180 km-re van a sarktól. Miután 1911. december 14-én előbb Roald Amundsen, majd 1912. január 18-án Robert Falcon Scott elérték a Déli-sarkot, Shackleton új célt tűzött maga elé: nem csak elérni a sarkot, de a sark érintésével átkelni a teljes kontinensen. A tervek szerint az expedíciót két különálló csapat alkotja. Az úgynevezett Weddell-tengeri csapat, Shackleton vezetésével, az Endurance fedélzetén a Weddell-tengerig hajózik, majd a Vahsel-öböl közelében partra tesznek egy hatfős csapatot és az átkeléshez szükséges felszereléseket. Ugyanakkor a másik csapat (az úgynevezett Ross-tengeri csapat), az Aurora hajóval Aeneas Mackintosh kapitány vezetésével a kontinens túloldalán, a Ross-tengeri McMurdo-öbölnél létesített állomáshelyéről elindulva egészen a Déli-sarkig élelmiszerkészleteket helyez el az út mentén, hogy utánpótlást biztosítson a kontinenst átszelő csapat számára. Így az összesen megközelítőleg 2800 kilométeres távolságot a két csapat összehangolt előkészítő munkájával tervezték megtenni.

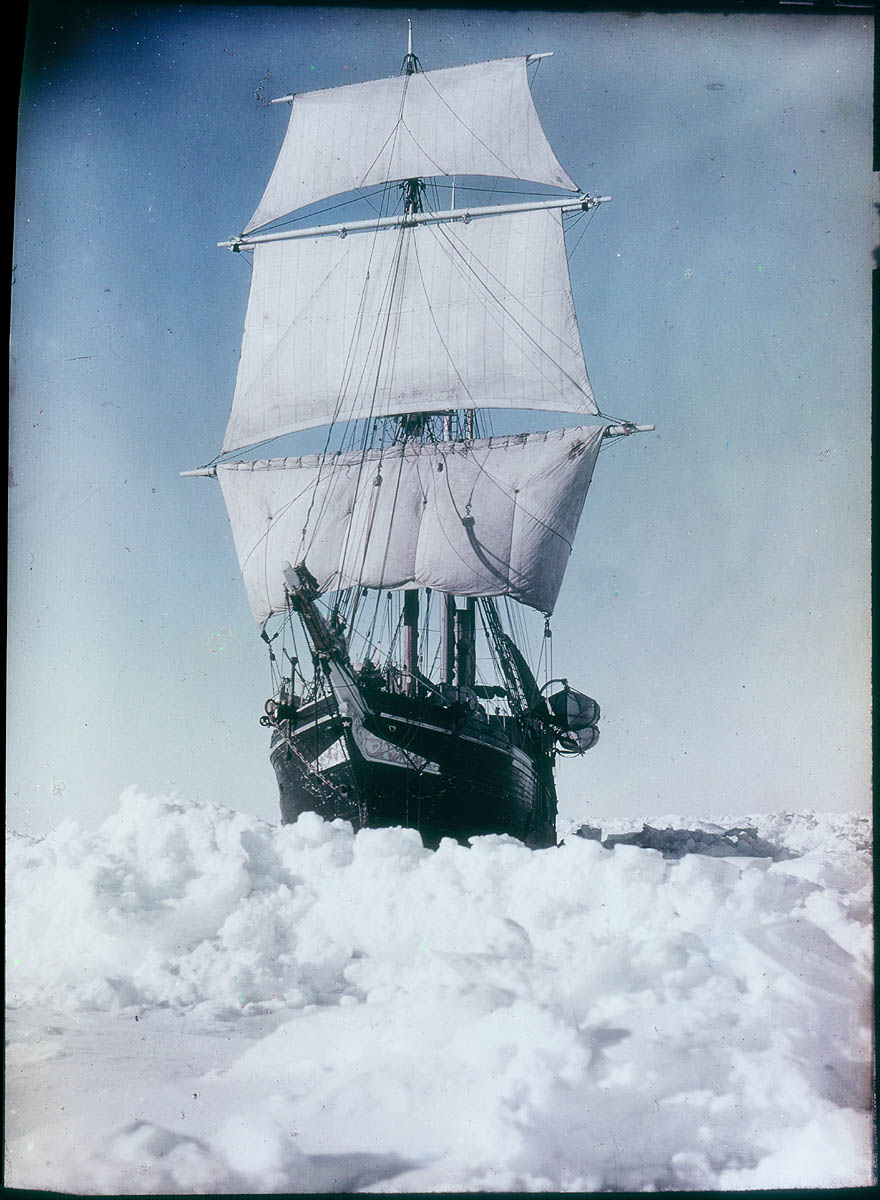
Az Endurance teljes vitorlázattal
a Weddell-tengeren

Az Endurance 1914. augusztus 8-án futott ki Plymouth kikötőjéből. A Déli-Georgia szigeten, Grytvikenben eltöltött egy hónapos tartózkodást követően, 1914. december 5-én a déli-sarki vizek felé vették az irányt, ahol a vártnál korábban zajló jéggel találkoztak, amely jelentősen lelassította a haladásukat. 1915. január 19-én az Endurance-t a Weddell-tengeren, a partra szállás tervezet helyétől mintegy 100 kilométerre végleg körülzárta a jég. Számos, a hajó kiszabadítására tett kísérletet követően, 1915. január 24-én Shackleton elrendelte a hajó áttelelésre való felkészítését. A következő hónapokban az Endurance jégbe fagyva lassan északkelet felé sodródott. A fokozódó jégnyomás végül apránként kezdte összetörni a hajót, és a beáramló vizet már nem tudták megállítani. Shackleton 1915. október 27-én elrendelte a hajó elhagyását. Az expedíció tagjai a felszereléseket és készleteket lerakodták a hajóról, és egy közeli jégtáblán téli szállást alakítottak ki. Végül 1915. november 21-én a jég által összezúzott hajó, az Endurance elsüllyedt.
A csapat több, mint négy hónapig élt a jégtáblákon, azt remélve, hogy a szél és az áramlatok segítségével sikerül eljutniuk a 400 kilométerre lévő Paulet-szigetre, ahol Otto Nordenskjöld korábbi expedíciójának téli szálláshelye és annak tartalék készletei voltak. Közben gyalog próbálták a jégen a sziget felé vontatni az Endurance-ról megmentett három mentőcsónakot. Bár a sodródás folytán mintegy 105 kilométerre megközelítették a Paulet-szigetet, azonban a körülmények lehetetlenné tették annak megközelítését. Végül 1916. április 8-án a táborhelyül szolgáló jégtábla kettétört, és lehetőségük nyílt vízre bocsátani a három mentőcsónakot. Öt veszélyekkel teli nap után a 28 kimerült, fagyási sérülésektől szenvedő ember végül partra szállt az Elefánt-szigeten. A szigeten menedékhelyet építettek maguknak, azonban tudták, hogy a közeledő sarki tél és a fogyóban lévő készletek miatt sokáig nem húzhatják ki ezen a helyen.
Shackleton és öt társa a James Caird mentőcsónakkal 1916. április 24-én útnak indult, hogy az Atlanti-óceánon keresztül megpróbáljon eljutni az 1500 kilométerre lévő Déli-Georgia szigetre, hogy segítséget hozzanak az Elefánt-szigeten maradó társaknak. Bár az északnyugati széljárás segítette haladásukat, azonban a viharos tengeren a viharhorgony leszakadt és egy hatalmas törőhullám csaknem megsemmisítette a csónakot. Két folyamatos küzdelemmel töltött hét után – egy hurrikánt is túlélve – május 10-én végül sikerült partra szállniuk Déli-Georgia szigetén, a King Haakon-öbölben. Mivel a sziget lakott területei, a bálnavadász-állomások mind a sziget északi partján voltak, Shackleton két társával gyalog indult el, hogy átvágjon a sziget korábban még ember nem járta hegyláncain. Keserves erőfeszítések árán – hegyvonulatokon, gleccsereken, befagyott folyókon és tavakon átkelve – 36 óra folyamatos menetelést követően, május 20-án csapzottan, rongyosan, mocskosan és holtfáradtan megérkeztek a Stromness bálnavadász-állomásra. Néhány órával később már úton voltak, hogy visszatérjenek a sziget másik oldalán hagyott társaikért, és elkezdték szervezni az Elefánt-szigeten maradt bajtársaik kimentését. Több sikertelen kísérletet követően – melynek során a zajló jég rendre meghiúsította próbálkozásaikat – Shackleton a chilei kormánytól kölcsönkapott vontatóhajóval, a Yelchóval 1916. augusztus 30-án, végül elérte az Elefánt-szigetet, és felvette 22 hajótörött társát.

### Finn Ronne antarktiszi kutatóexpedíciója

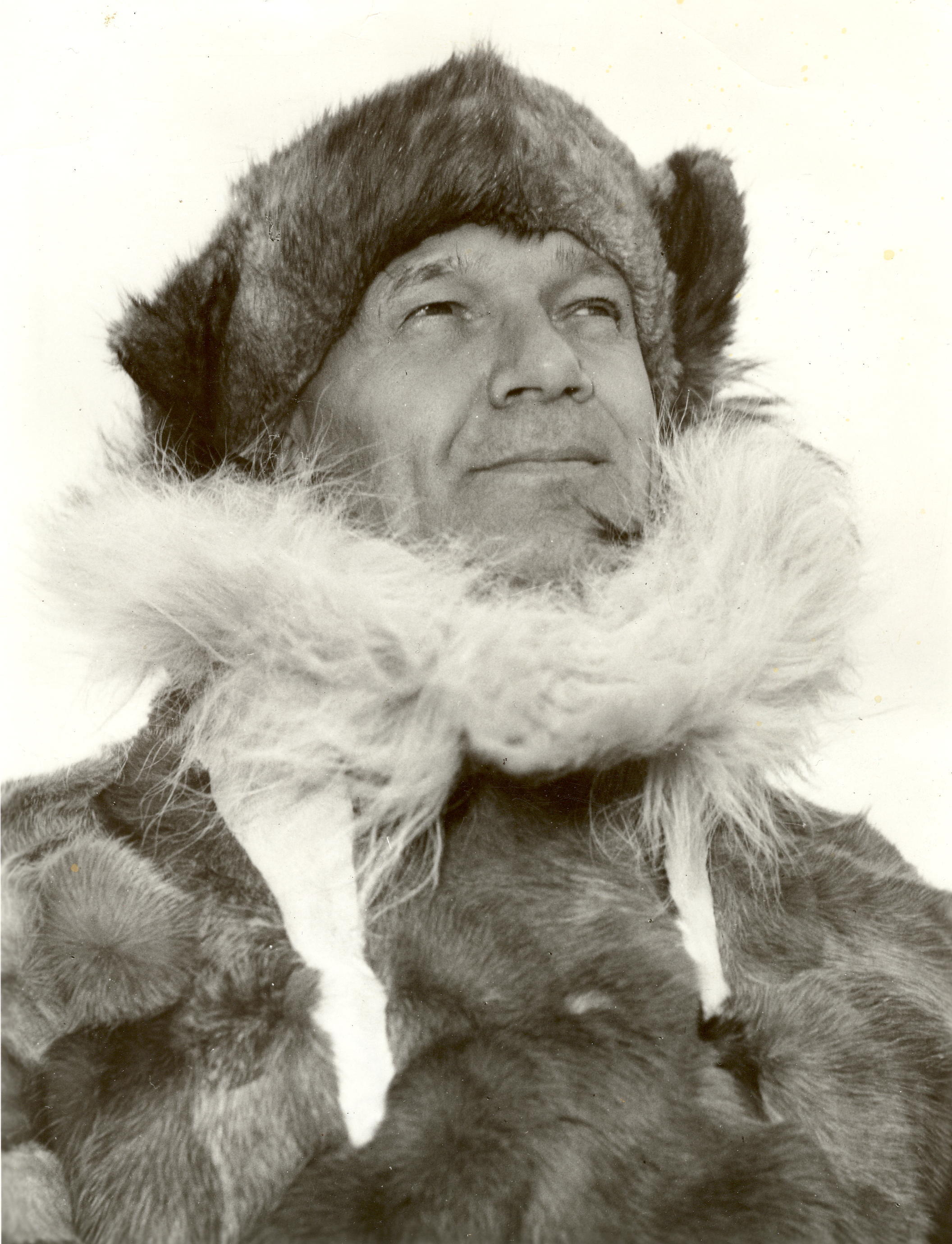
Finn Ronne

A norvég származású, amerikai Finn Ronne – miután részt vett Richard Byrd két antarktiszi expedícióján, melynek során a kontinens partvonalának több, mint 1600 kilométeres addig felderítetlen szakaszát térképezték fel – 1947-ben saját szervezésű kutatóutat szervezett a Weddell-tenger térségébe. A kutatóút sokkal kisebb költségvetésű volt, mint a korábbi amerikai expedíciók, mindössze 50 000 $ forrás állt rendelkezésre, és az expedíció tagjai is mind önkéntesek voltak. Ronne korábbi, az Egyesült Államok haditengerészeténél eltöltött éveire tekintettel a légierő három sítalpakkal felszerelt repülőgépet, felszerelést, pótalkatrészeket és ruházatot bocsátott az expedíció rendelkezésére és a hadsereg kötelékéből két hivatásos pilóta is csatlakozott hozzájuk. Az expedíciós hajó 1947. január 27-én futott ki a texasi Beaumont kikötőjéből. Az expedíciós csapattal tartott Ronne felesége, Edith „Jackie” Ronne és az expedíció vezető pilótájának felesége, Jennie Darlington is. Ők voltak az első nők, akik az Antarktiszon átteleltek.
Az expedíciós bázis az Antarktiszi-félsziget partjainál, a Stonington-szigeten, a korábbi 1940-es brit támaszponton került kialakításra. A csapat barátságot kötött és a kutatás során együttműködött az ott tartózkodó brit kutatócsoporttal. Az expedíció fő célja az Antarktiszi-félsziget és a Weddell-tenger partvidékének részletes feltérképezése volt, melynek érdekében kutyaszánokkal és a repülőgépekről készített fotókkal mérték fel lépésről lépésre a partvidéket. Ronne és társai a felszíni felderítés során összesen közel 5800 km-t tettek meg síléceken és kutyaszánokon, többet, mint bármely más felfedező korábban. Az expedíció során közel 650 000 négyzetkilométernyi – addig felderítetlen – területet fedeztek fel az antarktiszi kontinens és a világ utolsó nagy, még feltérképezésre váró partszakaszának, a Weddell-tengernek mentén. Az Antarktiszi-félszigettől a Coats-földig tartó partszakasz felett átrepülve az expedíció végérvényesen bebizonyította, hogy a Weddell-tenger és a Ross-tenger nem kapcsolódik össze. A repülőgépekről a 346 órás repülési idő alatt, beleértve 86 leszállást a terepen, közel 14 000 fényképet készítettek, amelyek 1 165 000 négyzetkilométer területet fedtek le. Az expedíció számos földrajzi felfedezés mellett felfedezte a világ utolsó ismeretlen partszakaszát az Antarktiszi-félsziget tövében, melyet Ronne – feleségéről – Edith Ronne-földnek nevezett el. A nevezett partszakaszt és az ahhoz kapcsolódó jégpajzsot később – felesége kifejezett kérésére – Ronne-selfjégre nevezték át.

### Nemzetközösségi transzantarktiszi expedíció

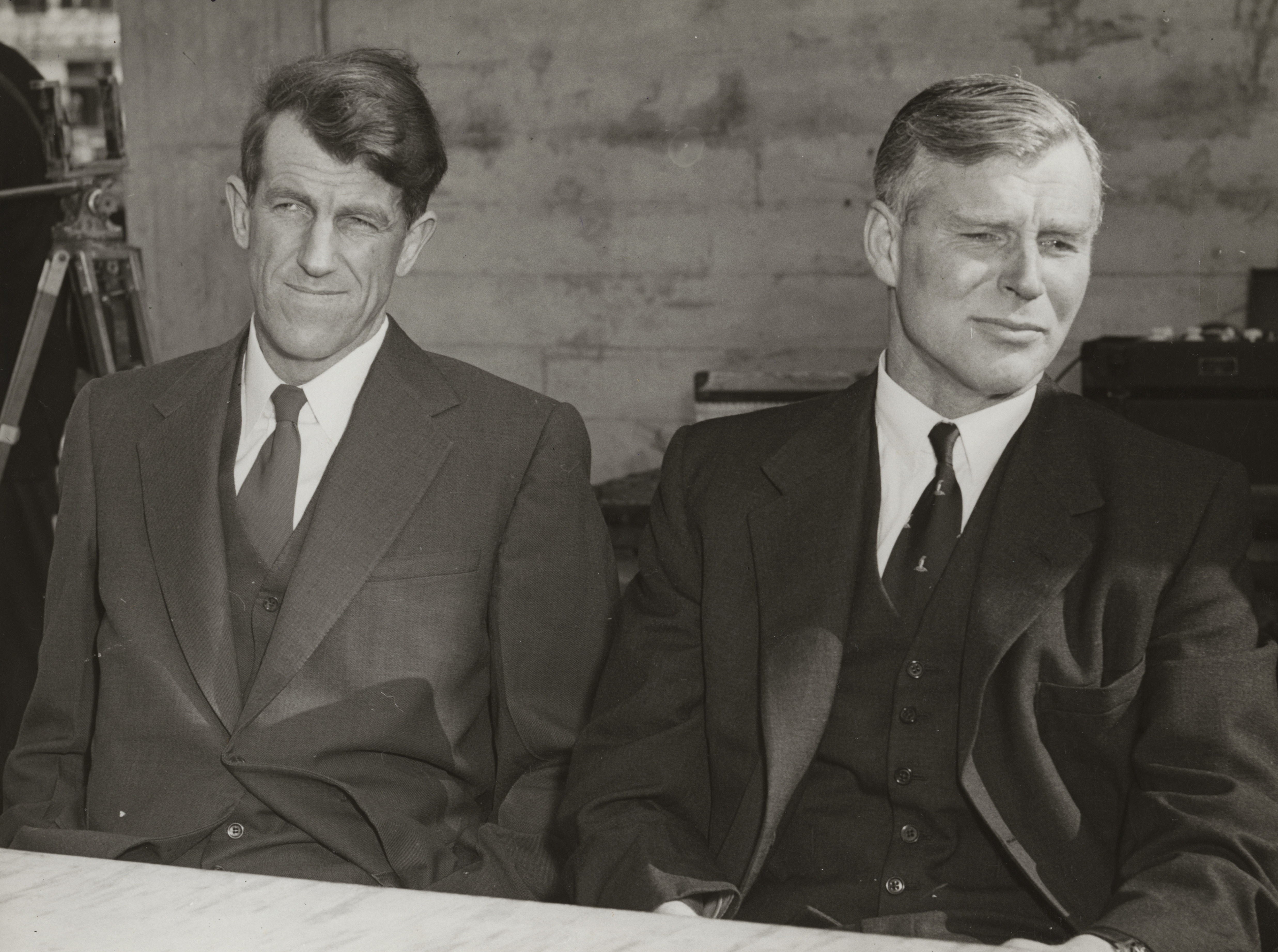
Edmund Hillary és Vivian Fuchs (1958)

Az 1957–1958-as nemzetközi geofizikai év keretében szervezett tudományos kutatások egyik kiemelt célpontja az Antarktisz volt; a nemzetközi együttműködés keretében számos új kutatóállomást hoztak létre a déli kontinensen. 1958 végére már 12 állam 50 kutatóállomása működött a területen. Az Amerikai Egyesült Államok ekkor létesítette a Déli-sarkon az Amundsen–Scott déli-sarki kutatóállomást, az angol  Királyi Természettudományos Társaság pedig a Weddell-tengeren található Brunt-selfjégen a Halley kutatóállomást.
A geofizikai év égisze alatt Vivian Fuchs angol kutató és felfedező előterjesztett egy tervet, mely szerint – Shackleton eredeti terveit megvalósítva, azonban a modern technika vívmányait felhasználva – a Weddell-tengertől indulva, a Déli-sark érintésével eljut a kontinens másik felén található ross-tengeri McMurdo-öbölhöz. Az Antarktikát átszelő expedíciójának (hivatalos nevén a nemzetközösségi transzantarktiszi expedíció) tervéhez megszerezte II. Erzsébet királynő támogatását, aki a vállalkozás hivatalos támogatója lett. A tervet a brit kormány 100 000 £ adománnyal támogatta és Új-Zéland, Ausztrália és a Dél-afrikai Köztársaság kormányzata, valamint számos ipari vállalat, tudományos társaság és alapítvány is támogatást nyújtott a terv megvalósításához. A tervek szerint a Weddell-tenger partján 1955-ben létesítenek egy állomást, az úgynevezett Shackleton bázist, majd a következő nyáron onnan indulnak el a Déli-sark felé. Ezzel egyidejűleg egy másik csapat a McMurdo-öbölnél létesített Scott bázisról indulva felderíti az útvonalat és depókat helyez el Fuchs átkelést végrehajtó csapatának. Az új-zélandi kormány végül teljes mértékben átvállalta a Ross-tengeri állomás létrehozásának és a felderítő csapat ellátásának költségeit, melynek vezetésével Edmund Hillaryt, a Mount Everest első megmászóját bízták meg.

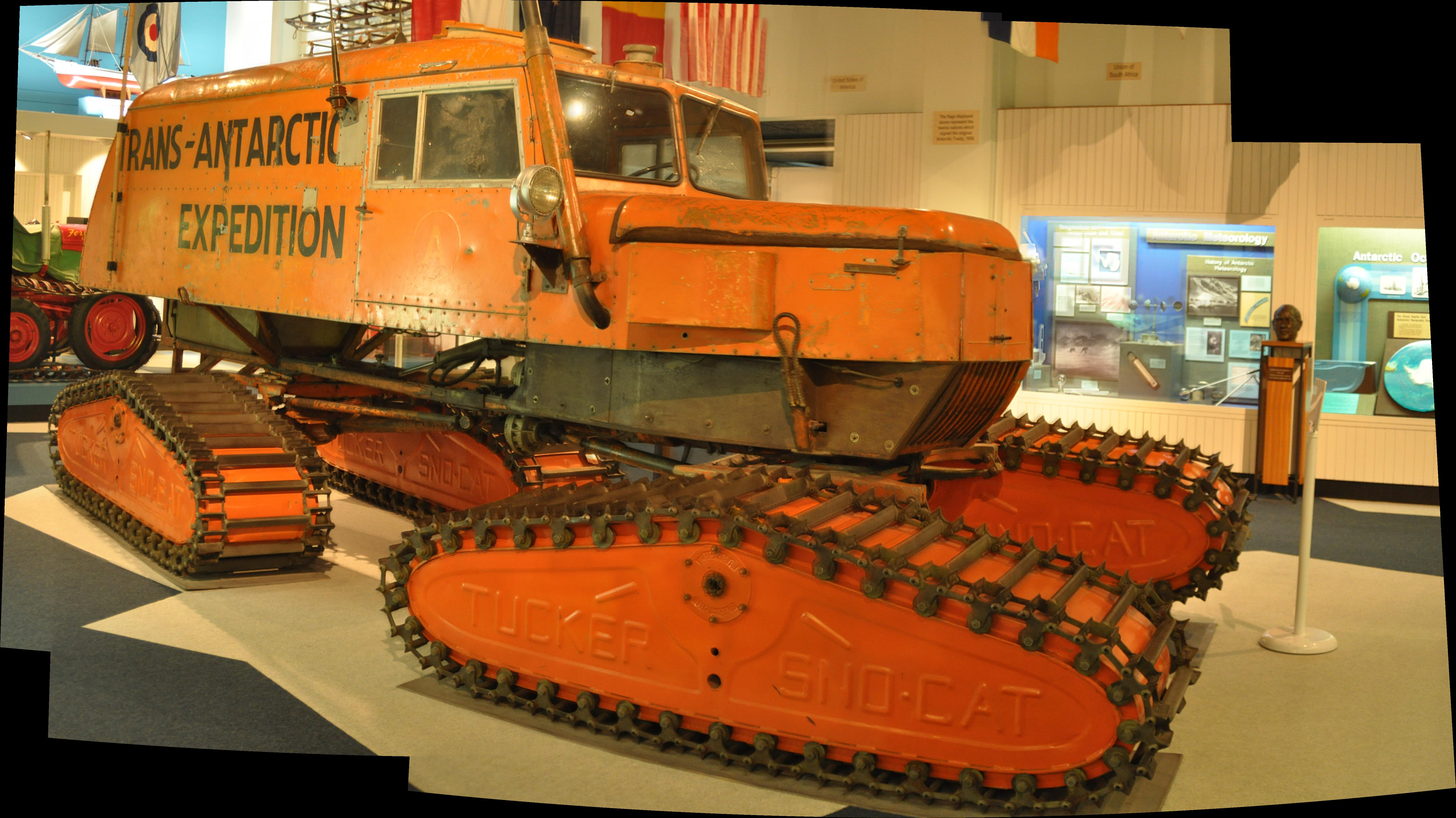
Tucker Sno-Cat Type 743

A Weddell-tengeri csapat bázisának kiépítéséért felelős legénység Fuchs vezetésével, a Theron jégtörő fedélzetén 1955. november 14-én futott ki Londonból. A rakományban – az ellátmányon és a tábor kiépítéséhez szükséges anyagokon, eszközökön túl – több speciális járművet (Auster Antarctic hidroplánt, Tucker Snow-Cat lánctalpas hójárót, Weasel lánctalpas járművet és speciálisan átalakított Ferguson traktort) is magukkal vittek. A Weddell-tenger térségét elérve útjukat állta az áthatolhatatlan jégmező. Az átjutás útját keresve több alkalommal is körbezárta őket a jég, és fennállt a veszélye annak, hogy a hajó elődje, az Endurance sorsára jut. Végül, bár a hajó jelentős károkat szenvedett, repülőgépes felderítés segítségével sikerült utat találniuk a jégen át és elérni a bázis tervezett helyének partszakaszát. A hajóról a parti jégre lerakodták a többszáz tonnányi felszerelést és elkezdték felszállítani a partfal tetejére, a tábor kijelölt helyére. Mivel az időjárás kedvezőtlenre fordult, a Theronnak a tervezettnél hamarabb el kellett hagynia a parti vizeket, nehogy ismét körülzárja a jég. A tábor kiépítésével megbízott nyolc személy a gyakran a –40 °C-ot is meghaladó hidegben, a folyamatos hóviharok miatt a rakománynak csak egy részét tudta a táborhelyre szállítani és a Sno-Cat szállítóládáját kellett ideiglenes szállásként kialakítaniuk. Mikor a viharok elültek észlelték, hogy a jégmező nagy része letörött és az üzemanyag- és szénkészlet jelentős része, a Ferguson traktor, és az építőanyagok egy része odaveszett. A csapat ettől függetlenül folytatta a munkát és sikerült az állandó szállást kialakítaniuk Fuchsék visszatéréséig.

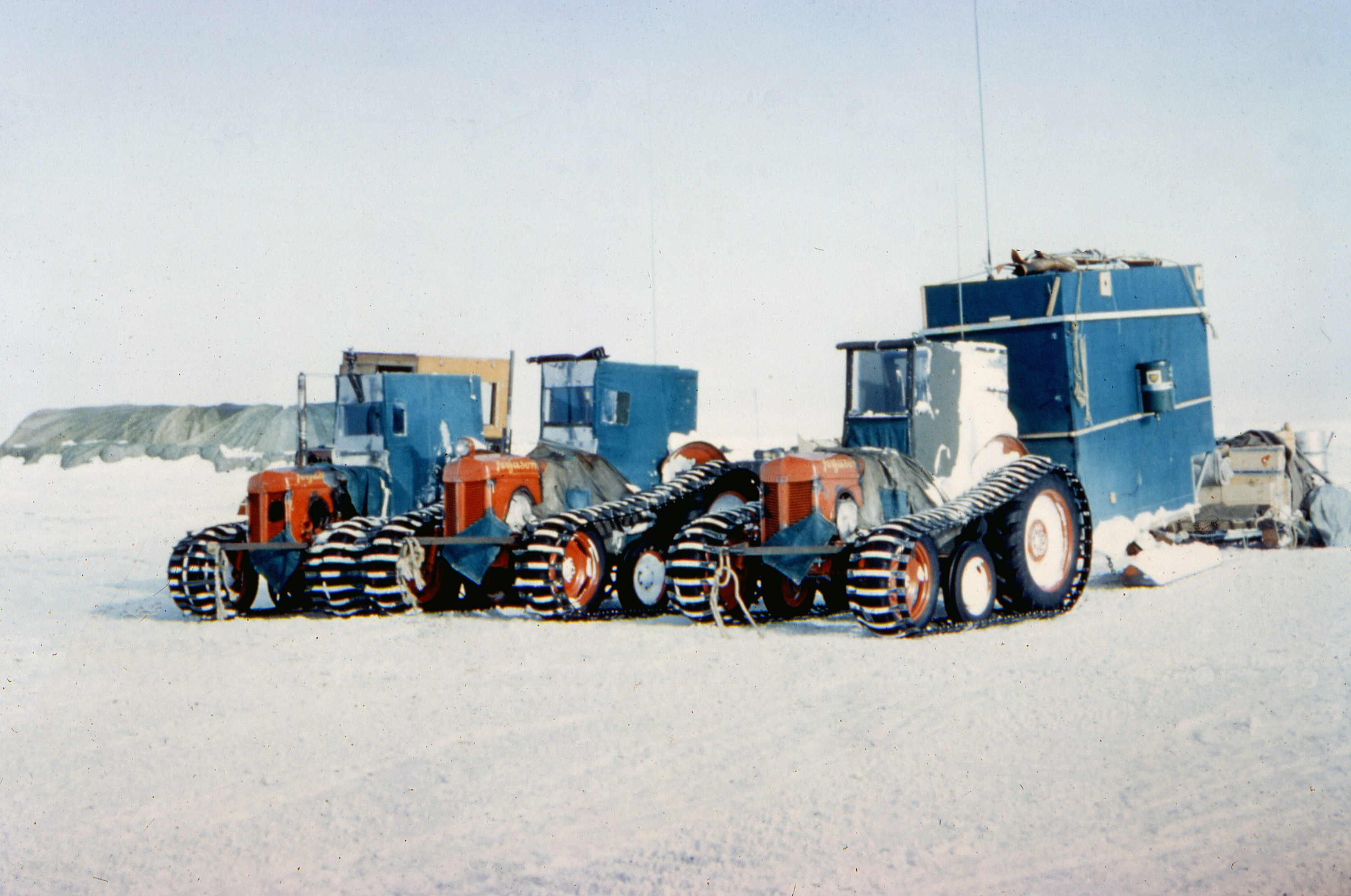
Ferguson TE20 traktorok az Antarktikán

Fuchs 1957. január 13-án a Magga Dan hajóval visszatért a Shackleton bázisra. Az elkövetkező hónapok során felderítő utakat tettek a legmegfelelőbb útvonal kiválasztására, és a bázistól 480 kilométerre létrehozták a South Ice Depot névvel illetett lerakatot. Ezzel párhuzamosan Hillary és a ross-tengeri csapat is január 3-án partra szállt a Ross-szigeten. A Pram Pointnál kialakították a Scott bázist, majd a tábortól 290 kilométerre, a Skelton-gleccseren és 466 kilométerre a gleccser tetején, a Sarki-fennsíkon két jól felszerelt lerakatot hoztak létre.
Az előkészítő munkákat követően Fuchs és csapata október 4-én indult útnak három Sno-Cat járművel, két Weasel traktorral és egy speciálisan átalakított Muskeg traktorral. Tíz nappal később Hillary déli csapata is úton volt három Ferguson traktorral és egy Weasellel. Az új-zélandi csapat részben szárazföldi úton, részben légi szállítás útján létrehozott még két lerakatot, melyeket Fuchs csapata használhat a Scott bázis felé vezető úton; ezzel Hillary hivatalos feladata befejeződött. Bár Fuchs ellenezte, Hillary – látva, hogy a britek jelentős csúszásban vannak a tervezett menetrendhez képest – úgy döntött, hogy továbbhalad a Déli-sark irányába. Végül 1958. január 3-án elérte a Déli-sarkot, mellyel – Roald Amundsen és Robert Falcon Scott után – ő lett a harmadik, aki szárazföldi úton elérte a pólust. Egyúttal ez volt az első alkalom, hogy szárazföldi járművel elérték a sarkot. Eközben Fuchs átkelő csapata folyamatos küzdelmet folytatott a terepviszonyokkal és a rossz időjárással. Számos technikai nehézség hátráltatta haladásukat és a járművek közül Fuchs hármat kénytelen volt hátrahagyni. Végül január 18-án érték el a Déli-sarknál létesített amerikai Amundsen–Scott bázist, ahol George J. Dufek admirális és Hillary fogadta őt. A csapat január 24-én indult útnak a Scott bázis felé. A 700-as depónál csatlakozott hozzájuk Hillary. Fuchs és csapata végül 1958. március 2-án érkezett meg a Scott bázisra, miután 99 nap alatt teljesítették a 3472 kilométeres átkelést a korábban felderítetlen útvonalon.

## Geológiája
Az Antarktisz szomszédos területeihez hasonlóan a Weddell-tenger is közös földtörténeti múltra tekint vissza Dél-Amerika legdélebbi részével. A Jura korban, az Andok hegységképződési folyamatának kezdetén, Patagónia déli részén az extenziós tektonika létrehozta a Rocas Verdes-medencét. Ennek a hátsó ívű medencének a fennmaradt délkeleti kiterjedése alkotja a Weddell-tengert.
A késő Kréta korban a Rocas Verdes-medence tektonikai rendszere megváltozott, ami ahhoz vezetett, hogy a kainozoikumban egy kompressziós előmedencévé – a Magallanes-medencévé – alakult át. A dél-amerikai kompressziós tektonikai folyamatok a medence weddell-tengeri részét nem érintették, így az továbbra is óceáni medence maradt.
Az általában keskeny antarktiszi kontinentális talapzat az Antarktiszi-félsziget mentén több mint 240 kilométerre, a Weddell-tenger déli peremén pedig mintegy 480 kilométerre szélesedik. A kontinens szélét jelző, a talapzat és a kontinentális lejtő közötti törés körülbelül 500 méteres mélységben található. Ez a kontinentális peremhez képest szokatlanul nagy mélység az antarktiszi kéregre nehezedő hatalmas jégterhelésből adódhat. A Luitpold-partnál és a Coats-földnél lévő talapzat sokkal keskenyebb, a feneke meredeken lejt egy mély csatornába, amely délnyugat felé a Filchner–Ronne-selfjégig és az alatt húzódik, és valószínűleg egy mély, gleccserekkel teli völgyig tart a Pensacola-hegység nyugati oldalán.

## Éghajlata

### Meteorológiai jellegzetességei

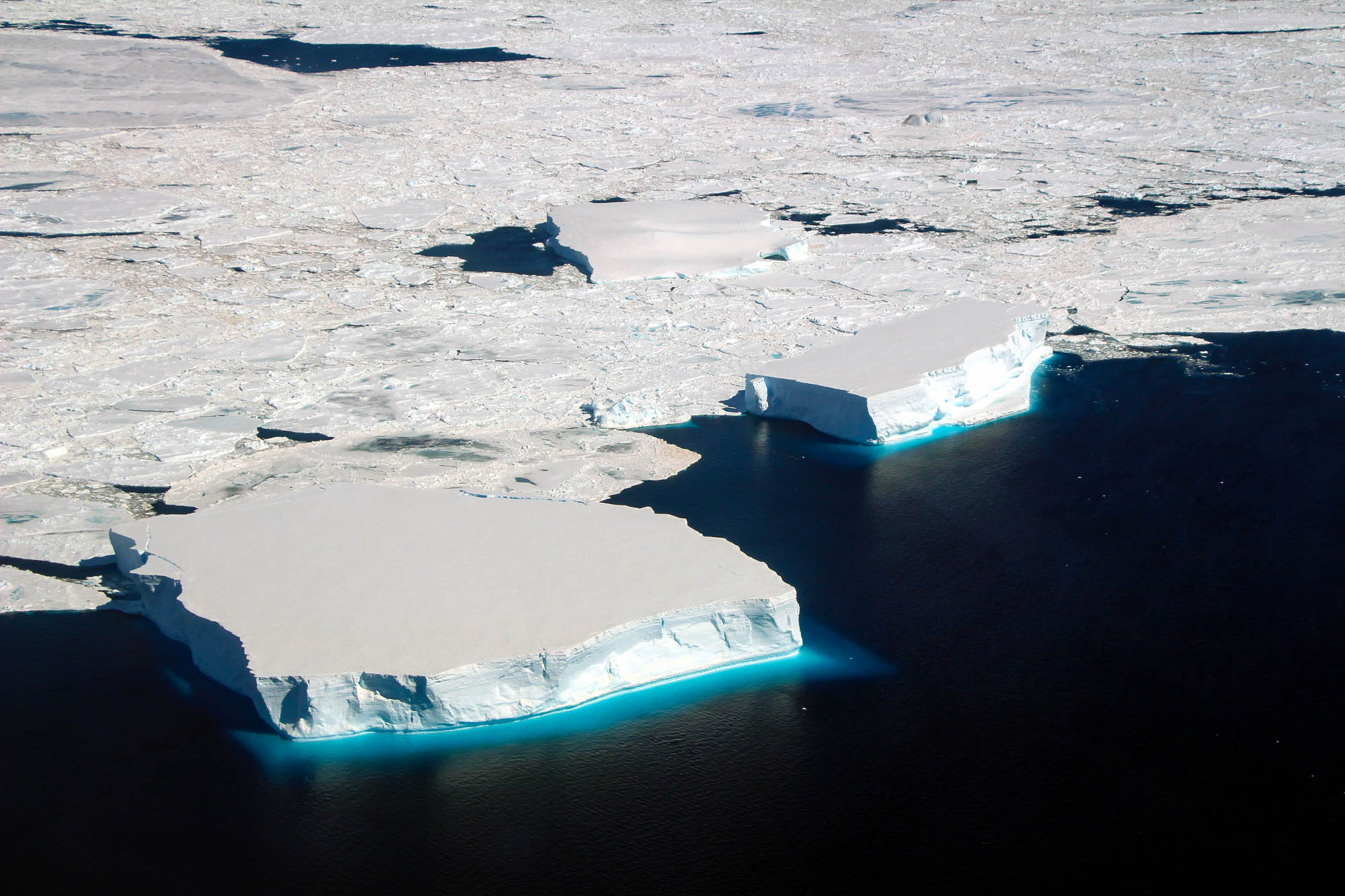
Szögletes alakú jégtábla a Weddell-tengeren

Az Antarktiszi-félsziget keskeny és magas hegyvonulatával párhuzamos erős felszíni szelek túlsúlya az időjárás és az éghajlat meghatározó jellemzője a nyugati Weddell-tenger térségében. A szelek hideg levegőt szállítanak észak felé, amelyek északkeleti irányba fordulnak.
Ezek a szelek nemcsak a félszigettől keletre lévő hőmérsékleti rendszerre gyakorolt hatásuk miatt érdekesek, hanem azért is, mert a Weddell-tenger partjai mentén a légkör alsó rétegeiben az óramutató járásával megegyező irányú cirkuláció a jég északkeleti irányú sodródását kényszerítik ki az Atlanti-óceán déli része felé. Ezen sajátosságok miatt az Antarktiszi-félsziget két oldalán uralkodó szél-, hőmérséklet- és jégviszonyok között éles ellentét áll fenn.
Az Antarktiszi-félsziget keleti oldala mentén az Egyenlítő felé irányuló erős felszíni szeleket kétféle meteorológia jelenség okozza: a Weddell-tenger központi része feletti intenzív ciklon és a tenger déli-középső része felett, a légkör legalsó 500-1000 méteres magasságig terjedő rétegében keletről a félsziget irányába tartó hideg légáramlatok. Ezek a feltételek a hideg levegő felhalmozódásához vezetnek a hegység keleti peremén. Ez a folyamat a félsziget fölött (főként a gerinctől keletre) egy magas nyomású légnyomási gerinc kialakulásához vezet, melynek folytán az eredetileg nyugati irányú légáramlás a hegységfal mentén északi irányba hajlik el.

### A klímaváltozás hatása a selfjegekre
Az 1990-es évek közepe óta drámai változás következett be az Antarktiszi-félsziget keleti oldalához csatlakozó Larsen-selfjég területében. Az eredetileg 85 000 km² területű jégtakaró mérete huszonkét év alatt 67 000 km²-re csökkent. A Larsen A-selfjégszektor 1995 januárjában levált a parti talapzatról és darabokra tört. 2002. január 31. és 2002. március között a Larsen B-selfjég is részben összeomlott és egyes részei széttörtek, mellyel nagyságrendileg 3250 km² területű és 220 méter vastagságú jégtakaró vált le róla. Egy 2015-ös tanulmány a területen lévő gleccserek gyorsabb áramlásának és gyors elvékonyodásának megfigyelései alapján arra a következtetésre jutott, hogy a Larsen B megmaradt jégtakarója 2020-ra teljesen szétesik. 2016 végén a Larsen C-selfjégszakasz feldarabolódási folyamata is valószínűvé vált. A tudósok egy a jégtakaró mentén futó, 110 km hosszú, több mint 90 m széles és 500 m mély, egyre növekvő hasadékot fedeztek fel. Végül 2017. július 12-én a Larsen C-selfjég egy hatalmas, 5800 km² területű része letört a fő jégtakaróról. Az A-68-as jéghegy néven hivatkozott úszó jégtakaró a valaha feljegyzett legnagyobb jéghegy. Tömege több mint egy billió tonna, vastagsága több mint 200 m.
A selfjegek jellemzően az úgynevezett borjadzással, melynek során kisebb-nagyobb jéghegyek szakadnak le a tengerbe nyúló jégnyelvekről, illetve felszínükön történő olvadással veszítenek tömegükből. Ezzel szemben a Larsen-selfjég három legnagyobb szakaszát érintő feldarabolódással hatalmas területű, egybefüggő jégtáblák szakadtak le, melyet a kutatók – többek között – a globális felmelegedéssel hoztak összefüggésbe. A The Independent újságban 2005-ben megjelent tanulmány a selfjég szétesési folyamatát az Antarktiszi-félszigeten zajló, az 1940-es évek vége óta évtizedenként körülbelül 0,5 °C-os felmelegedéssel magyarázta. Ezzel összhangban a Journal of Climate című folyóiratban 2006-ban megjelent tanulmány megállapította, hogy a Faraday állomáson történt mérések alapján 1951 és 2004 között az átlaghőmérséklet 2,94 ˚C-ot emelkedett, azaz a felmelegedés sokkal gyorsabb volt, mint a globális és az Antarktiszon mért trend. A tanulmány szerint az Antarktisz körül keringő szelek erősödése tovább fokozta a globális felmelegedés hatását.

## Oceanográfiai jelentősége
A Weddell-tenger egyike a világóceán azon kevés helyeinek, ahol mély- és fenékvizek képződnek, amelyek hozzájárulnak a globális termohalin cirkulációhoz. Az erről a térségről kiáramló víztömegek jellemzőit a jégképződés által jelentősen módosított felszíni erőhatások, az óceán kontinentális talapzatának törésénél és a lejtőknél bekövetkező dinamikája, valamint a jég alatti talapzat víztömegének átalakulása közötti összetett kölcsönhatások határozzák meg.
A Weddell-tenger nyugati részének keringését egy észak felé tartó áramlás uralja. Ez az északi irányú áramlás az elsősorban a szél által vezérelt Weddell-kör nevű ciklonális örvény nyugati szakasza. Ez az áramlás szállítja a Weddell-tenger vizét a világóceán többi része felé. A Weddell-kör egy hideg, alacsony sótartalmú felszíni réteget alkot, amelyet egy vékony piknoklin zóna választ el a vastag, viszonylag meleg és sós vízből álló Weddell Deep Water (WDW; „Weddell mélyvíz”) elnevezésű rétegtől, valamint egy hideg fenékrétegtől.
A felszíni vízáramlatok a Weddell-tengeren általában az óramutató járásával megegyező irányban mozognak, délnyugat felé a Coats-föld mentén, majd észak felé az Antarktiszi-félsziget mentén, hogy végül találkozzanak az uralkodó nyugati szél sodrásával.

## Élővilága
A Weddell-tenger bővelkedik bálnákban és fókákban. A tenger jellegzetes állatvilágához tartozik a kardszárnyú delfin (Orcinus orca), a hosszúszárnyú bálna (Megaptera novaeangliae), a déli csukabálna (Balaenoptera bonaerensis), a Weddell-fóka (Leptonychotes weddellii), a leopárdfóka (Hydrurga leptonyx) és a rákevő fóka (Lobodon carcinophagus).
Az Adélie-pingvin (Pygoscelis adeliae) a zord környezethez való alkalmazkodása miatt az uralkodó pingvinfaj ezen a területen. A vulkanikus Paulet-szigeten több, mint 100 000 költőpár Adélie-pingvinből álló kolónia található. 1997-ben az Antarktiszi-félsziget keleti partjainál található Snow Hill-szigetnél észlelték a legészakibb császárpingvin-kolóniát (Aptenodytes forsteri), amely egy 2004-es becslés alapján közel 4000 egyedből áll.
Egy 2021-es kutatófúrás során szivacsokat és más, besorolatlan, szuszpenziós táplálkozású élőlényeket találtak a Filchner–Ronne-selfjég alatt egy sziklán, 1233 m mélységben (melyből 872 m a jégréteg), 260 km-re a nyílt víztől, és többszáz kilométerre a legközelebbi fotoszintézis-régiótól.
2021 februárjában az Alfred Wegener Sark- és Tengerkutató Intézet Polarstern kutatóhajója a Weddell-tenger egyik területén egy körülbelül 60 millió Jónás jéghalból (Neopagetopsis ionah) álló kolóniát talált. Becslések szerint a kolónia mintegy 240 négyzetkilométert fed le, és átlagosan minden három négyzetméterre jut egy fészek. A szakemberek szerint az, hogy ilyen nagy kiterjedésű a kolónia, arra enged következtetni, hogy az egész Weddell-tenger ökoszisztémáját meghatározza. A kutatók kiemelték, hogy ez a felfedezés arra is rámutat, hogy milyen nagy hiányosságok vannak még az ökoszisztéma kutatásában.

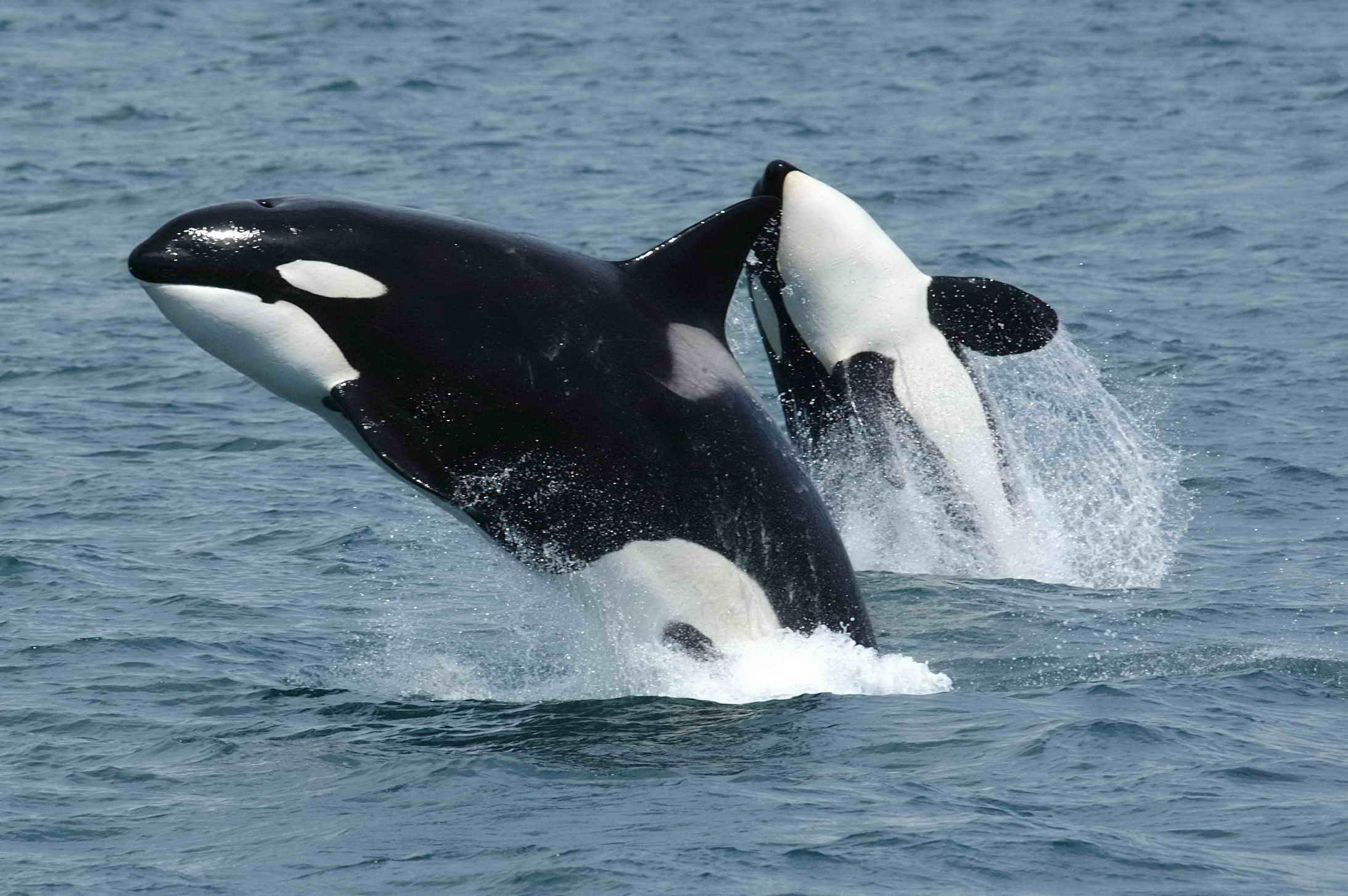
Kardszárnyú delfin
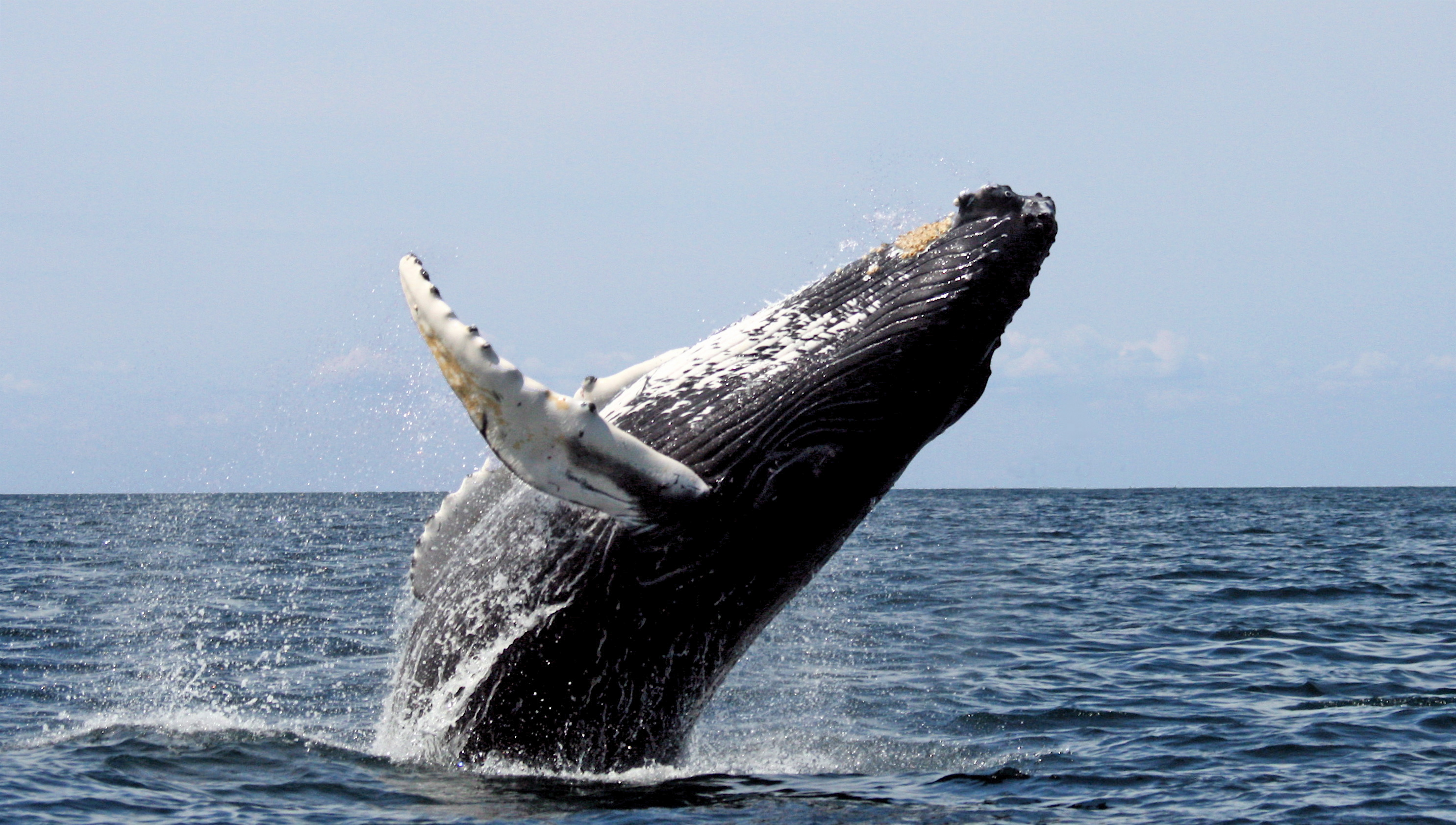
Hosszúszárnyú bálna
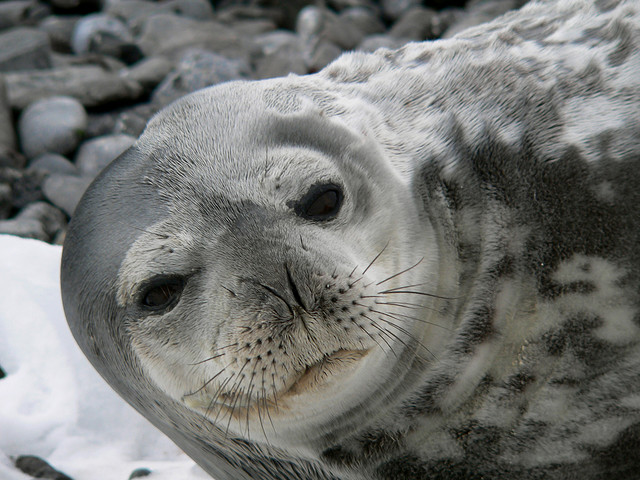
Weddell-fóka
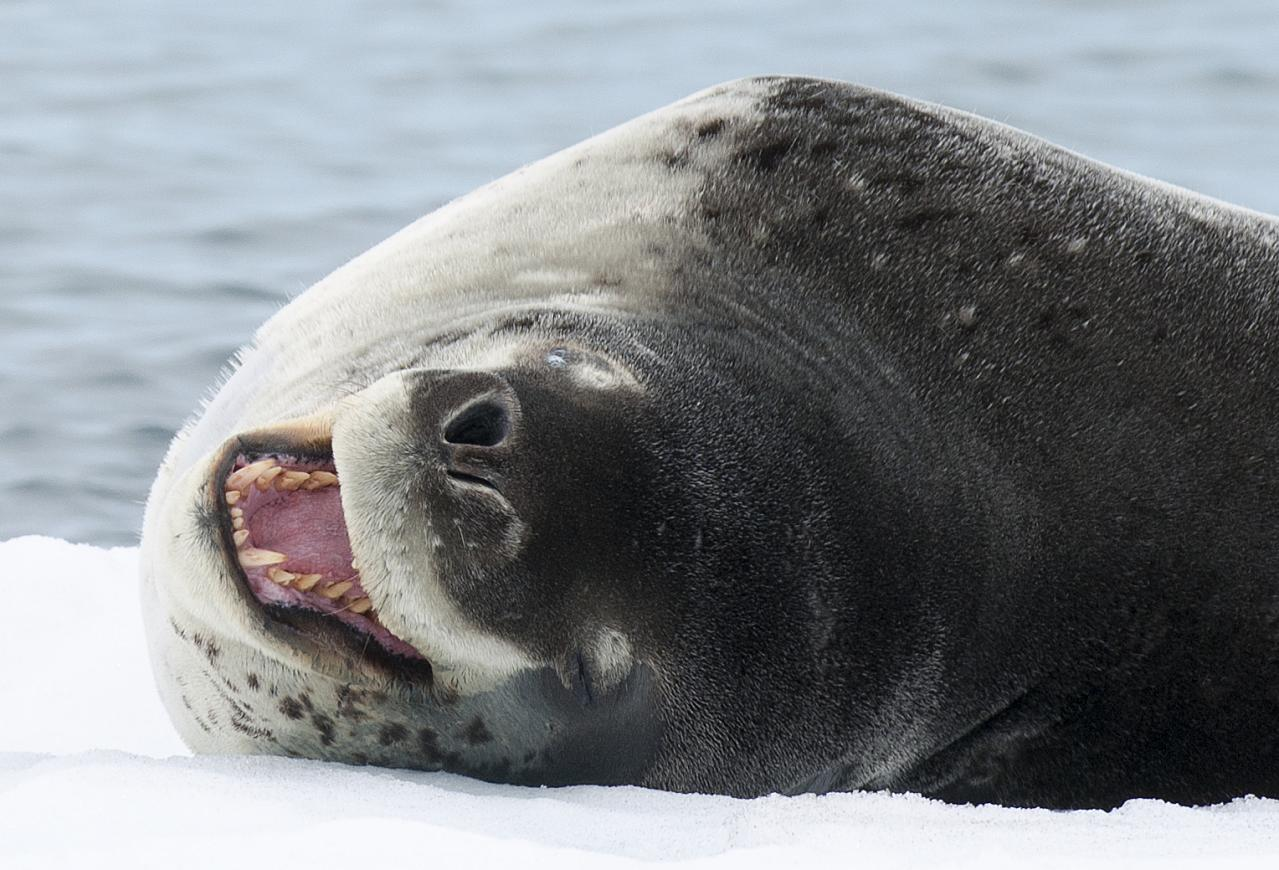
Leopárdfóka
Adélie-pingvin
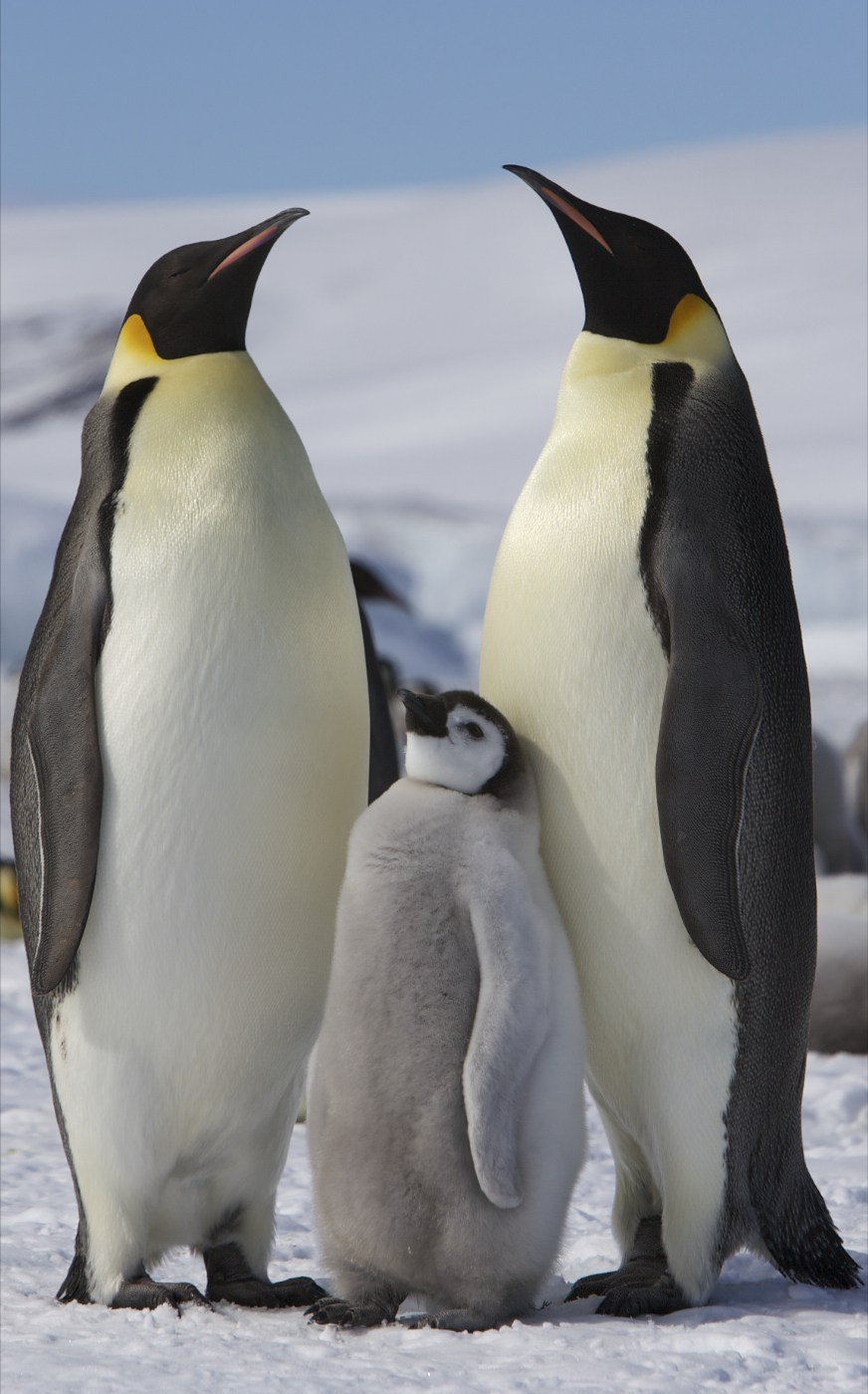
Császárpingvin

## Területi igények a Weddell-tenger térségében

Kutatóállomások és területi igények az Antarktiszon (2002)

Az antarktiszi kontinens hatalmas gazdasági potenciállal rendelkezik mind a megújuló, mind a nem megújuló erőforrások terén, ezért a kontinens és annak térsége feletti szuverenitás a 19. század eleje óta kulcsfontosságú kérdés a nemzetközi politikában. Hét állam – Argentína, Ausztrália, Chile, Egyesült Királyság, Franciaország, Norvégia és Új-Zéland – nyolc területi igényt támasztott az Antarktiszra. Az egyes területi igények legtöbbje egymással nincs ütközésben, az egyes érintett államok elismerik a többi területi igényét. Ettől eltérően az Antarktiszi-félsziget, a Weddell-tenger területei és a környező szubantarktikus szigetek feletti szuverenitás kulcsfontosságú kérdés a területhez legközelebb fekvő, két dél-amerikai ország, Argentína és Chile, valamint az Egyesült Királyság számára, így ennek a három államnak egymást átfedő területi igényei vannak a térségben, amely több konfliktushoz vezetett közöttük.
Argentína területi igénye a 25° és 74° nyugati hosszúsági körök által határolt, a Déli-sark középpontjától a 60° déli szélességig terjedő körcikk alakú területre terjed ki. Chile területi igénye az 53° és 90° nyugati hosszúsági körök által határolt, a Déli-sark középponttól a 60° déli szélességig terjedő körcikk alakú terület. Az Egyesült Királyság területi igénye – eltérően a másik két állam – területi igényétől nem körcikk alakú, hanem bizonyos részeken túlterjed a 60° szélességi körön, így az igény kiterjed a területen található dél-atlanti szigetekre is. A brit szektor a Déli-sarktól az 50° déli szélesség 20° nyugati hosszúságig, onnan az 50° déli szélességi körön az 50° nyugati hosszúságig, majd dél felé az 58° déli szélesség 50° nyugati hosszúságig, végül nyugat felé az 58° déli szélesség 80° nyugati hosszúságig és ismét a Déli-sarkig terjedő határvonalak által körbezárt terület.
Az Egyesült Királyság – a patthelyzet feloldására tett kísérletként – 1955-ben kérelmet nyújtott be az ENSZ Nemzetközi Bíróságához, hogy döntsön a területi igényekről. Ez a javaslat kudarcot vallott, mivel mindkét latin-amerikai ország elutasította, hogy alávesse magát egy nemzetközi választottbírósági eljárásának.
A nemzetközi geofizikai év politikai folyományaként 1959-ben – tizenkét érintett állam által – megkötött (és 1961-ben hatályba lépett) Antarktisz-egyezmény, sem oldotta meg a szuverenitás kérdését Argentína, Chile és Nagy-Britannia között, csupán időszakosan nyugvópontra helyezte a kérdést. Időközben, mindhárom nemzet, valamint a másik négy területi igénnyel rendelkező állam a térségben – részben tudományos kutatások céljából, részben igényük legitimálásaként – számos állandó és időszakos kutatóállomást hozott létre a kontinensen és az sarkvidéki szigeteken.
Bár az Antarktisz-egyezmény tilalma folytán a 60° déli szélességen túli területeken Argentína, Chile és az Egyesült Királyság konfliktusai megszűntek, azonban a három ország – egymással rivalizáló – területi igényei mind a mai napig fennállnak.

## Kutatóállomások a Weddell-tenger térségében
| Állomás                          | Típus     | Ország             | Alapítva | Működtető                    | Tevékenység                                                                          | Hely                    | Koordináták                                                                                              | Időzóna |
| -------------------------------- | --------- | ------------------ | -------- | ---------------------------- | ------------------------------------------------------------------------------------ | ----------------------- | --- | ------- |
| Belgrano II kutatóállomás        | Állandó   | Argentína          | 1979     | Argentin Antarktiszi Intézet | Meteorológiai állomás                                                                | Coats-föld              | d. sz. 77° 52′ 28″, ny. h. 34° 37′ 15″77.874389°S 34.620806°WGeneral Belgrano II (Argentina)             | UTC-3   |
| Bernardo O'Higgins kutatóállomás | Állandó   | Chile              | 1948     | Chilei hadsereg              | Logisztika                                                                           | Antarktiszi-félsziget   | d. sz. 63° 19′ 15″, ny. h. 57° 53′ 56″63.320833°S 57.898944°WBernardo O'Higgins Riquelme Station (Chile) | UTC-4   |
| Esperanza kutatóállomás          | Állandó   | Argentína          | 1975     | Argentin Antarktiszi Intézet | Laboratórium és meteorológiai állomás, rádió, iskola és turisták ellátására alkalmas | Hope-öböl               | d. sz. 63° 23′ 50″, ny. h. 56° 59′ 49″63.397306°S 56.997028°WEsperanza Base (Argentina)                  | UTC-3   |
| Halley kutatóállomás             | Állandó   | Egyesült Királyság | 1956     | Brit Antarktiszi Program     | Globális föld-, légköri és űridőjárás-megfigyelés                                    | Brunt-jégself           | d. sz. 75° 35′ 00″, ny. h. 26° 34′ 00″75.583333°S 26.566667°WHalley Research Station (UK)                | UTC+13  |
| Marambio kutatóállomás           | Állandó   | Argentína          | 1969     | Argentin Antarktiszi Intézet | Laboratórium, meteorológiai állomás, 1,2 km-es leszállópálya                         | Seymour-Marambio sziget | d. sz. 64° 14′ 27″, ny. h. 56° 37′ 27″64.240861°S 56.624083°WMarambio Base (Argentina)                   | UTC-3   |
| Matienzo kutatóállomás           | Időszakos | Argentína          | 1961     | Argentin Antarktiszi Intézet | Geológiai, geofizikai és oceanográfiai kutatások                                     | Graham-föld             | d. sz. 64° 58′ 37″, ny. h. 60° 04′ 17″64.976944°S 60.071389°WMatienzo kutatóállomás                      | UTC-3   |
| Orcadas kutatóállomás            | Állandó   | Argentína          | 1904     | Argentin Antarktiszi Intézet | Meteorológia                                                                         | Orcadas-szigetek        | d. sz. 60° 44′ 16″, ny. h. 44° 44′ 22″60.737639°S 44.739444°WOrcadas Base (Argentina)                    | UTC-3   |